# Bassin houiller keupérien de Haute-Saône
Vous lisez un « bon article » labellisé en 2016.

Localisation du gisement sur la carte des bassins houillers français.

Le bassin houiller keupérien de Haute-Saône fait partie des bassins houillers des Vosges et du Jura et c'est aussi le plus récent des deux gisements de Haute-Saône d'un point de vue géologique. Il est exploité par des mines de houille entre la fin du XVIe siècle et le milieu du XXe siècle dans le sud-est de la Haute-Saône ainsi que dans le nord du Doubs et du Jura, dans l'est de la France. Cette houille, de mauvaise qualité, car riche en soufre, sert principalement à alimenter des chaudières permettant de concentrer, par évaporation, la saumure des salines locales. Le sel gemme, la pyrite et le gypse sont d'autres ressources tirées du même étage géologique.
Bien qu'il soit exploité plus longtemps et sur un plus grand territoire que le bassin minier de Ronchamp et Champagney, son influence économique et sociale est moindre, sa production étant plutôt artisanale et irrégulière. L'activité atteint son apogée au XIXe siècle, où huit concessions sont accordées entre 1826 et 1845 pour l'exploitation du bassin, dont quatre qui fusionnent en 1879 (Gouhenans, Athesans, Saulnot, et Vy-lès-Lure). La production cumulée de ces dernières concessions atteint 1,16 million de tonnes. Pour faire face aux pénuries dues à l'Occupation et permettre aux industries locales de se maintenir, de nouvelles recherches sont lancées, notamment par le Bureau de recherches géologiques et géophysiques (BRGG) comme dans d'autres petits bassins qui échappent au contingentement de l'occupant. À la fin de l'activité, en 1944, les réserves sont estimées à 0,5 million de tonnes exploitables.

## Situation
| - Bassin houiller stéphanien |               |            |
| - Saulnot (Corcelles)        | - Gémonval    | - Athesans |
| - Gouhenans                  | - Vy-lès-Lure | - Mélecey  |

Les différentes concessions de Haute-Saône.

Le bassin houiller s'étend dans le sud-est du département de la Haute-Saône, mais aussi à la lisière nord-ouest du Doubs et du Jura, en région française de Bourgogne-Franche-Comté. Limité par les massifs des Vosges au nord et du Jura au sud, ce gisement est exploité par six petites concessions en Haute-Saône et par quelques autres dans les départements voisins.
Les gisements houillers les plus proches sont le bassin houiller stéphanien sous-vosgien qui le chevauche au nord-est et le bassin houiller du Jura au sud-ouest. Un autre bassin keupérien existe dans les Vosges, à moins d'une centaine de kilomètres.

## Géologie

La formation du gisement.

Le gisement, qui appartient au Keupérien (daté entre −230 et −220 millions d'années), fait partie des bassins houillers des Vosges et du Jura. Il est composé de couches de houille tendre (humide) et de houille gypseuse dure (sèche) ; leur épaisseur dépasse rarement le mètre. Les couches sont parfois affleurantes, parfois profondes de plusieurs dizaines de mètres avec un pendage de 7 à 8°. La houille est séparée du gypse par de la marne.
Le keuper est un bassin sédimentaire dont la puissance varie de 80 à 90 mètres. Il est principalement situé en Haute-Saône et déborde sur la lisière du département du Doubs, entre Rougemont et Glère. D'autres lambeaux résiduels sont situés aux environs de Baume-les-Dames, Ougney, Arguel, Beure, Vorges-les-Pins et Grozon. Ce bassin est formé d'une alternance de couches de grès, de marne irisée, de dolomies de gypse et de houille par endroits,. Il s'est formé en même temps que le bassin salifère de Franche-Comté, au Trias supérieur, lorsque la mer Panthalassa qui recouvre tout l'est de la France (partie intégrante du supercontinent Pangée) se retire et laisse une lagune peu profonde de saumure d'eau de mer qui par évaporation forme une très importante couche de plus de 100 mètres d'évaporite (contenant du sel halite / sel gemme)... recouverte avec le temps par différentes couches de sédimentation (plus de 200 mètres de marne et de calcaire). Ce gisement est dissocié en deux parties : une première caractérisée par des dépôts de lagunes peu profondes et une seconde caractérisée par des dépôts de lagune. La première partie est composée de trois couches salifères sur une épaisseur de plus de 250 m ; une fine couche de grès à roseaux sépare les deux parties stratigraphiques ; la seconde partie est composée de marnes à gypse, d'anhydrite, de marnes rouges, de dolomie, de marnes irisées et de charbon. Les grès et schistes du Rhétien achèvent la série sur une épaisseur d'environ 15 m,.
Le charbon se présente sous la forme d'une couche principale et d'une petite couche inexploitable. La houille tirée des concessions du bassin doit toujours être lavée en raison de ses fortes teneurs en pyrite de fer, ce qui laisse beaucoup de cendres après sa combustion. Ce charbon est impropre à la production de coke ou au chauffage des locomotives à vapeur ; de plus, la présence de soufre empêche la production de gaz de houille. Son usage est donc réservé au travail de laminage ainsi qu'au chauffage des chaudières et des poêles. Son usage est particulièrement indiqué pour l'évaporation des eaux salées et pour le fonctionnement des fours à réverbères. Son pouvoir calorifique varie de « 3 400  à   5 000 calories par kg » (14,2 à 20,9 MJ par kg).
La houille de cette région est souvent découverte involontairement par des sondages qui sont creusés pour découvrir du sel gemme (et vice-versa) qui est exploité à Saulnot, Gouhenans et Mélecey-Fallon,.

## Concessions

Les contours des six concessions saônoises et leurs principaux travaux miniers :

L'utilisation de la houille extraite dans les différentes concessions par les salines.

- Saline de Saulnot
- Compagnie de Gouhenans
- Saline de Mélecey
- Compagnie de Le Vernoy
- Compagnie de Gémonval
- Compagnie d'Athesans
- Compagnie de Vy-lès-Lure
- BRGG

### Corcelles (Saulnot)
La découverte de la houille du bassin keupérien remonte à 1589. À cette époque, la Saulnère du Saulnot (seigneurie de Granges) utilise deux chaudières pour cuire la saumure, l'une avec de la houille et l’autre avec du bois. En 1714-1715, une nouvelle veine est découverte au Saulnot. Le 4 mars 1770, Jacques Liébiger obtient l’exclusivité de l'extraction du charbon dans toute la seigneurie de Granges.
Le 4 octobre 1826, la concession de Corcelles est accordée aux sieurs Noblot fils, Méquillert et autres par ordonnance royale. Jusqu’à 1 000 tonnes de charbon sont exploitées chaque année avant 1838, notamment avec un puits de 36 mètres de profondeur. La concession est ensuite fusionnée avec d'autres par un décret présidentiel le 14 mars 1879.

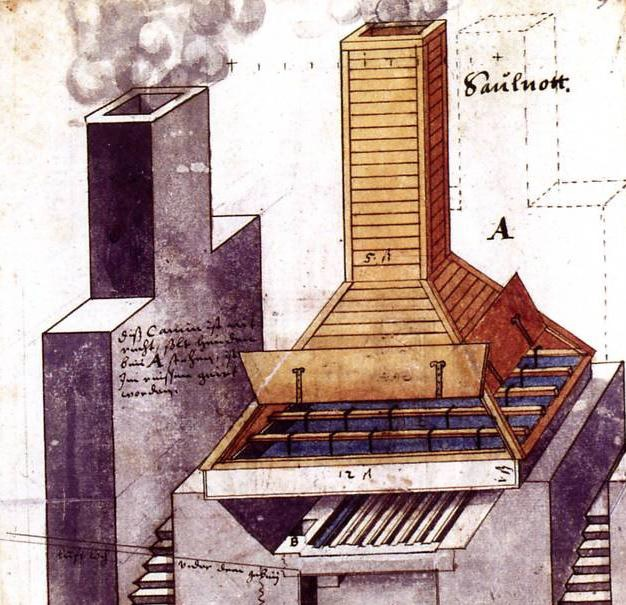
Un four à charbon de la saline.
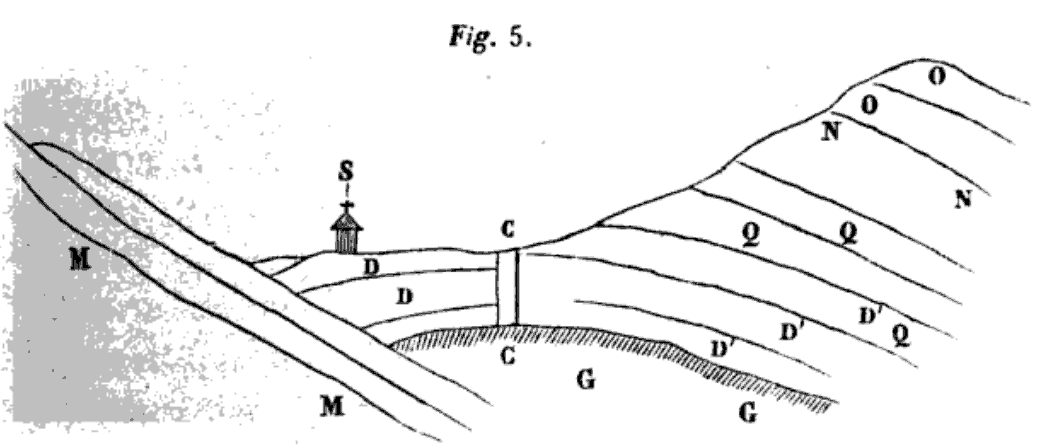
Un puits de mine de Saulnot.
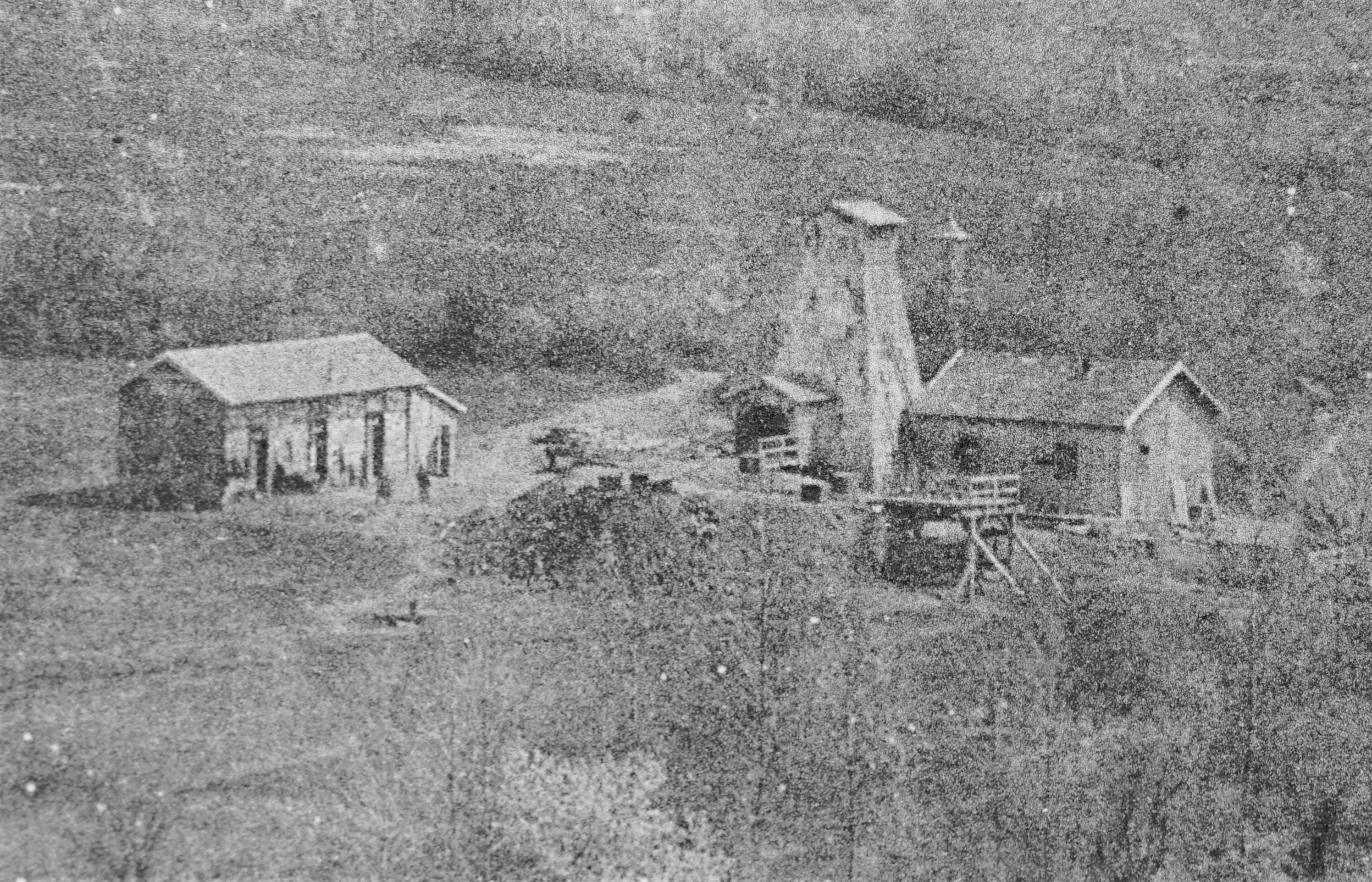
Infrastructures de surface du puits D au début du XXe siècle.

Au début du XXe siècle, l'exploitation est particulièrement active au nord de Corcelles avec sept puits creusés avant 1921, dont cinq recensés par le BRGM. Le charbon est utilisé dans la saline de Gouhenans jusqu’à l'arrêt de l'extraction en 1921. En 1941, les réserves sont estimées à environ 8 000 tonnes pour Corcelles.
Au début du XXIe siècle, subsistent les vestiges de trois puits de mine des houillères de Corcelles visibles sur les cartes IGN, situés à proximité de la LGV Rhin-Rhône ainsi que leurs terrils, notamment le puits E ouvert sur 10,5 mètres,.

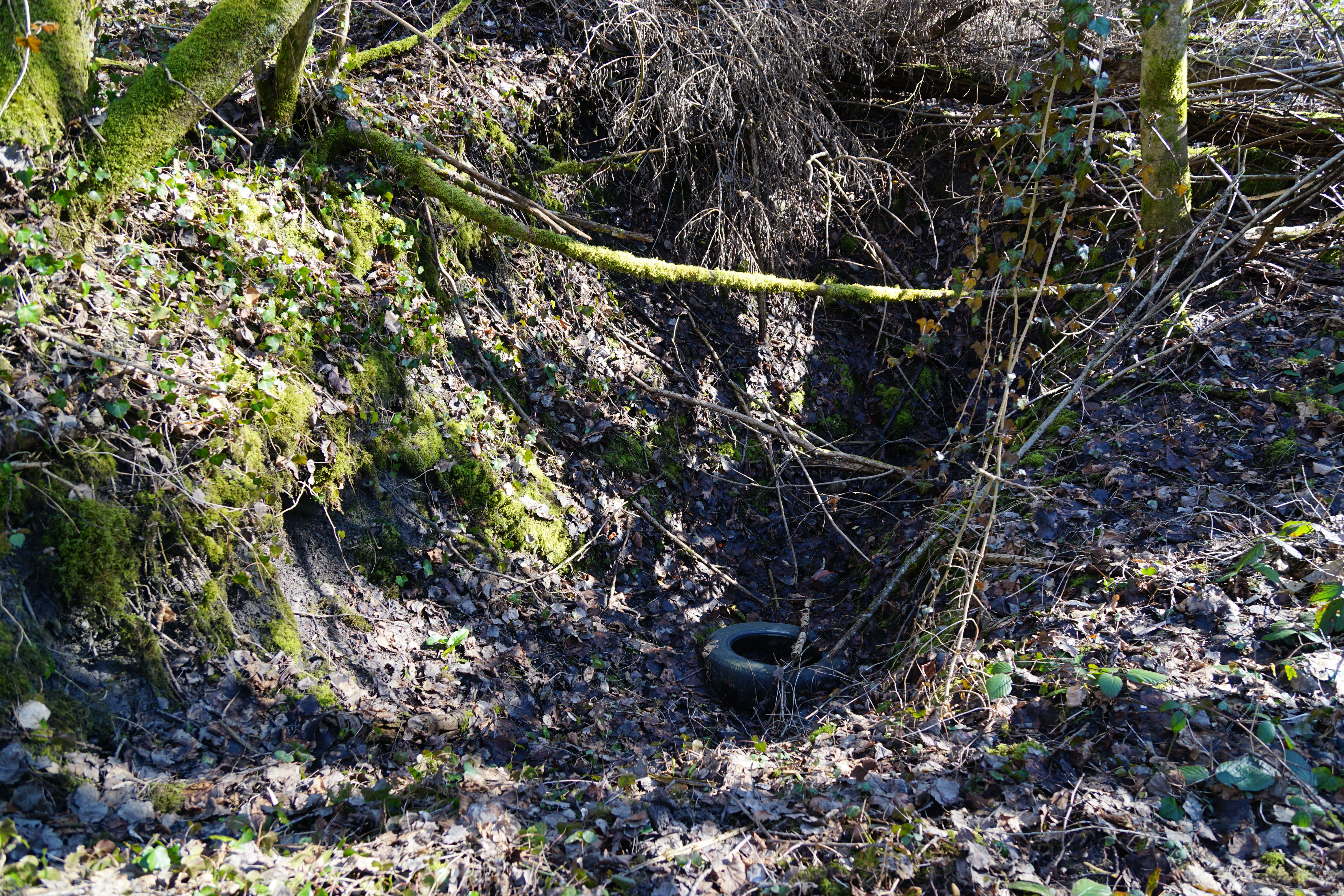
L'ancien puits D de Corcelles.
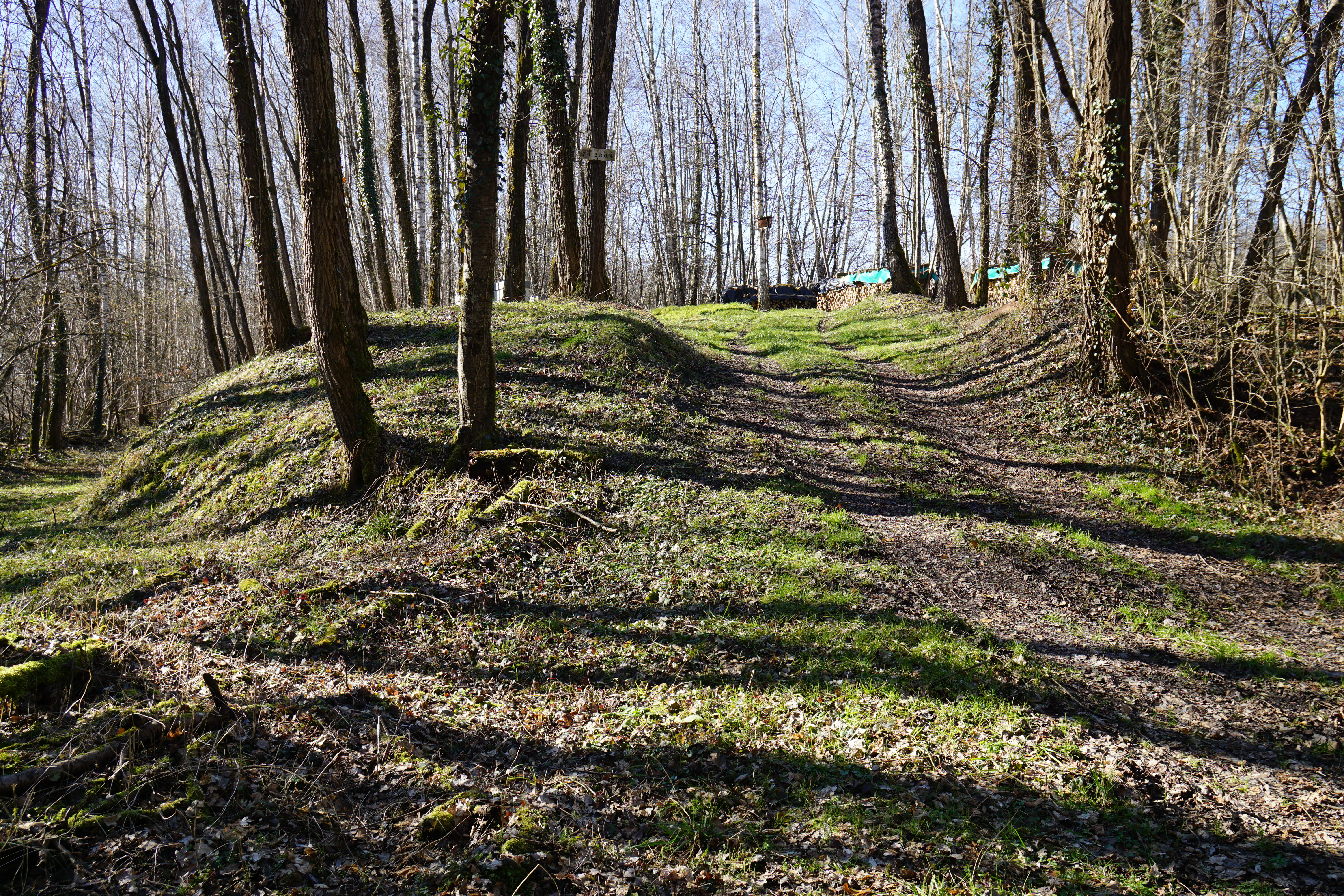
Son terril.
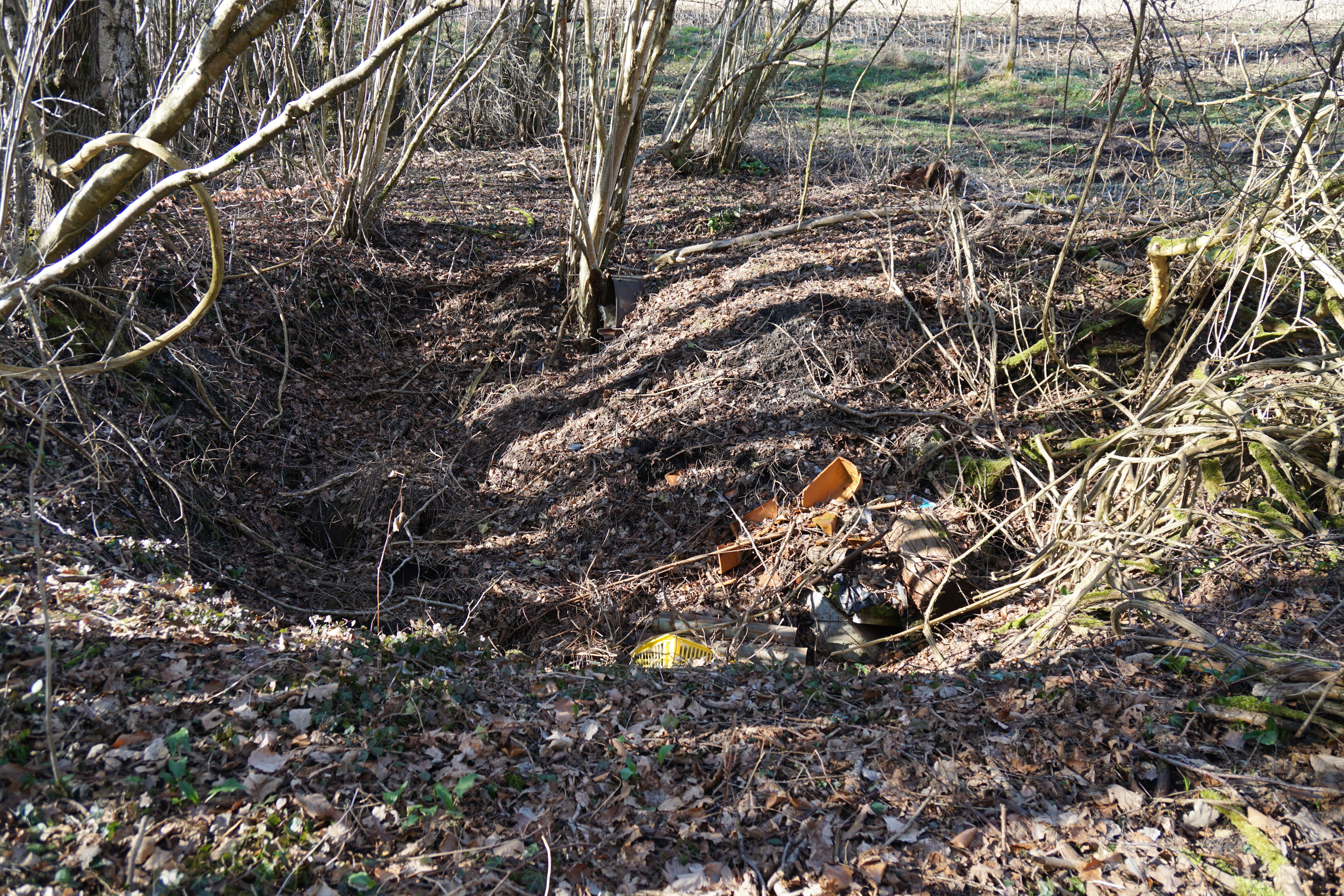
Vue du puits F.
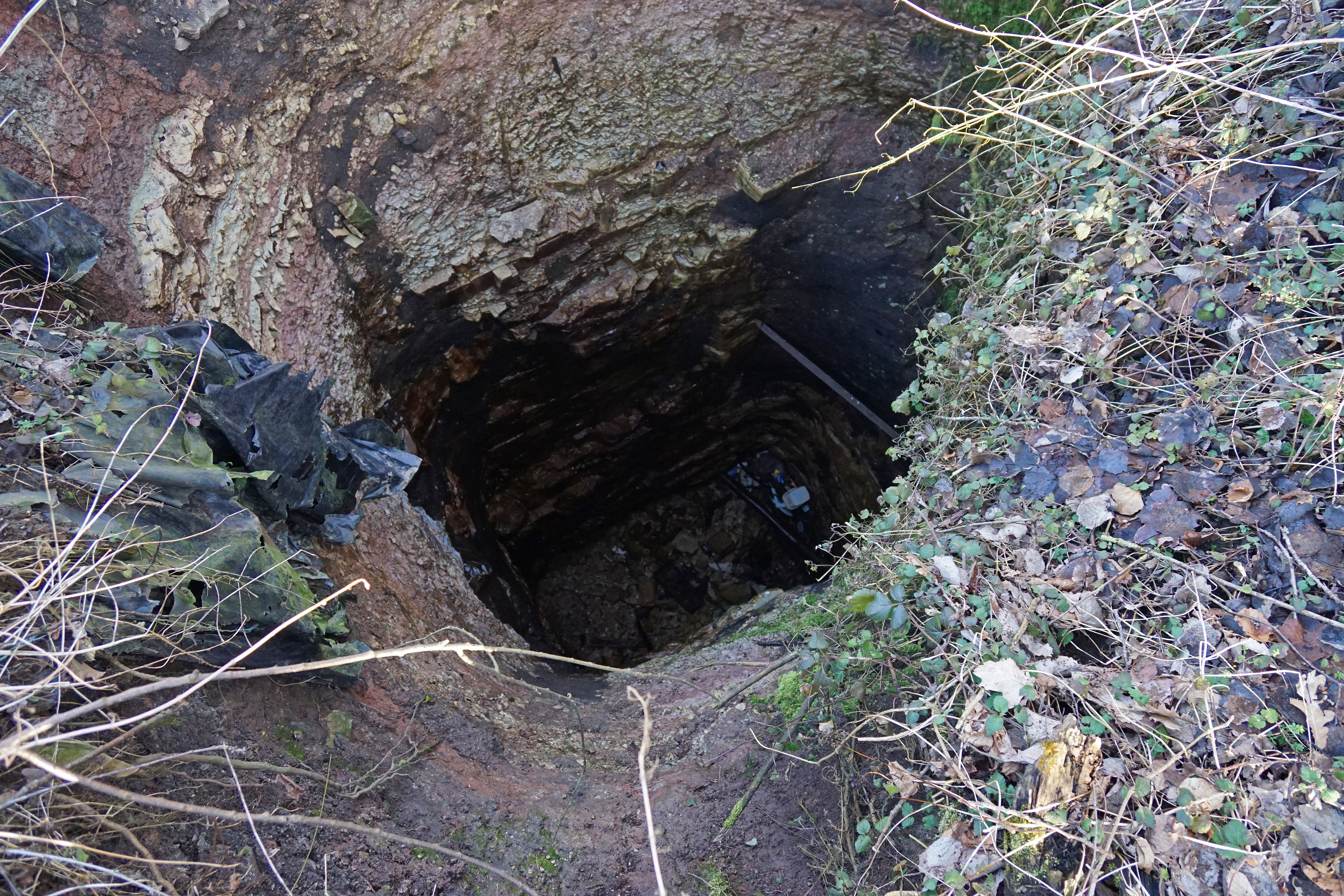
L'ancien puits ouvert (E).

### Gémonval
La concession de Gémonval, d'une superficie de 2 056 hectares, est accordée le 8 octobre 1826. Elles ont connu deux périodes d'activité, la première entre 1826 et 1847 avec l'accord d'une concession, la seconde dans les années 1940 par le Bureau de recherches géologiques et géophysiques (BRGG). Ces deux périodes sont entrecoupées par des tentatives de relance. Cette mine connaît dans les années 1830 une importante spéculation boursière. La houille de Gémonval a servi principalement au fonctionnement des chaudières utilisées pour la concentration de la saumure des salines locales, principalement celle de Mélecey, mais aussi dans les forges voisines. Les mines commercialisent également la pyrite issue du lavage du charbon, pour l'industrie chimique.

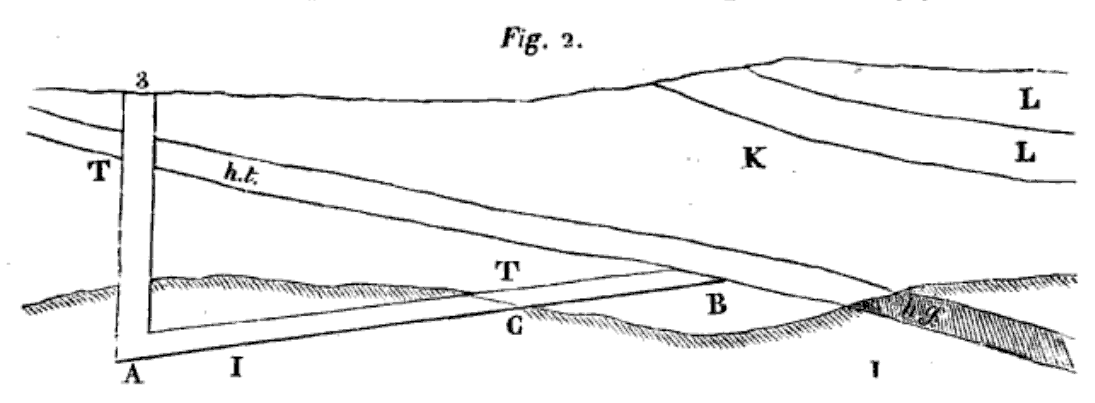
Coupe géologique du puits no 3 de Gémonval. h.t. : houille tendre, h.g. (gris) : houille gypseuse.
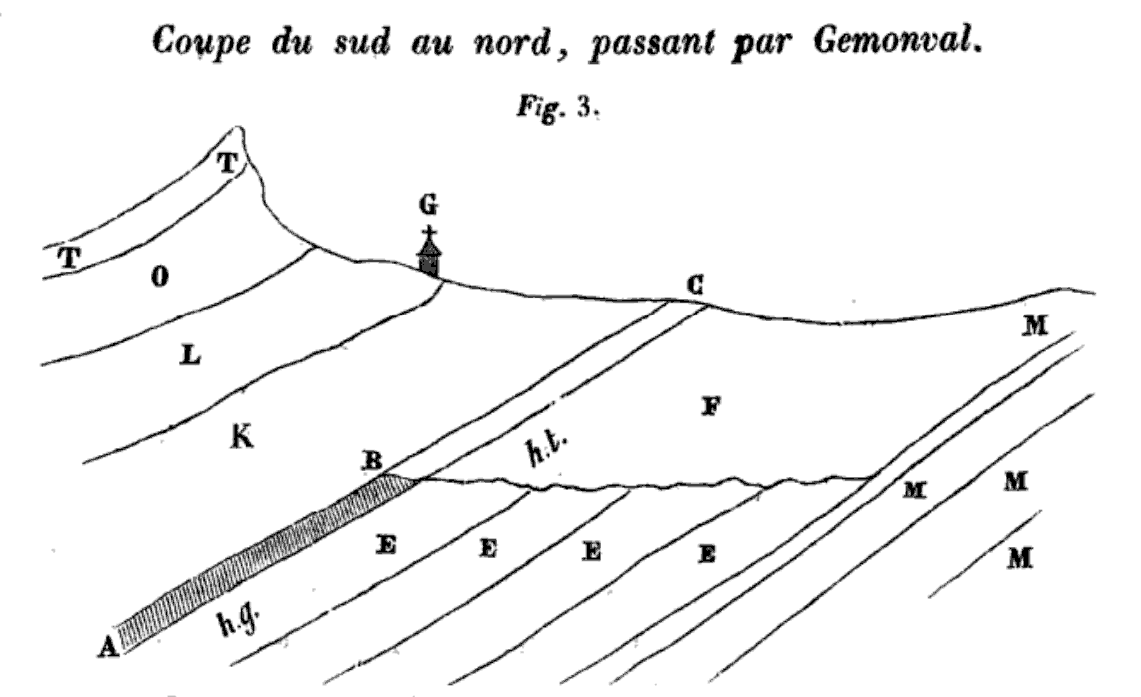
Coupe géologique de Gémonval. B–C : houille tendre, A–B (gris) : houille gypseuse.
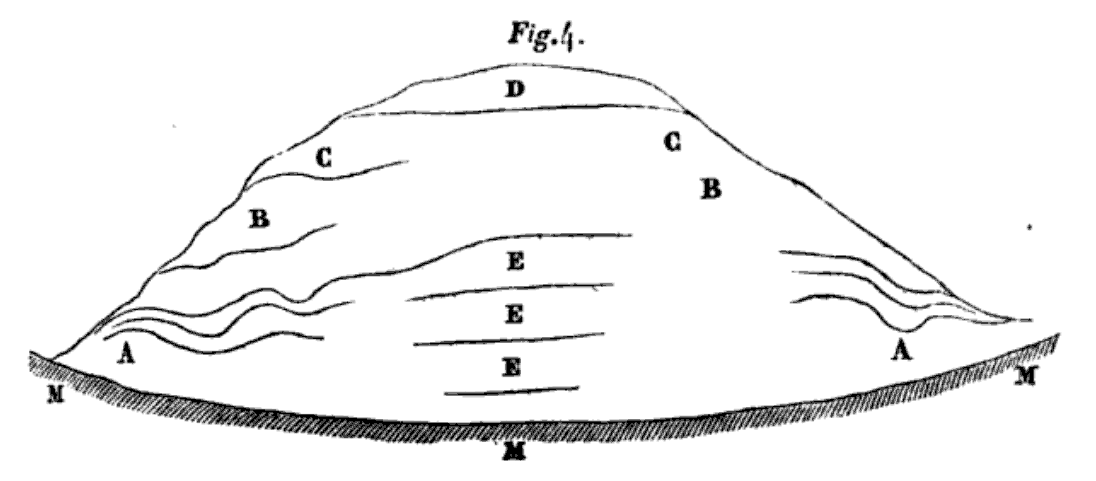
La butte gypseuse de Gémonval.

Des vestiges de cette activité (entrées de mines, terrils, ruines) subsistent au début du XXIe siècle.

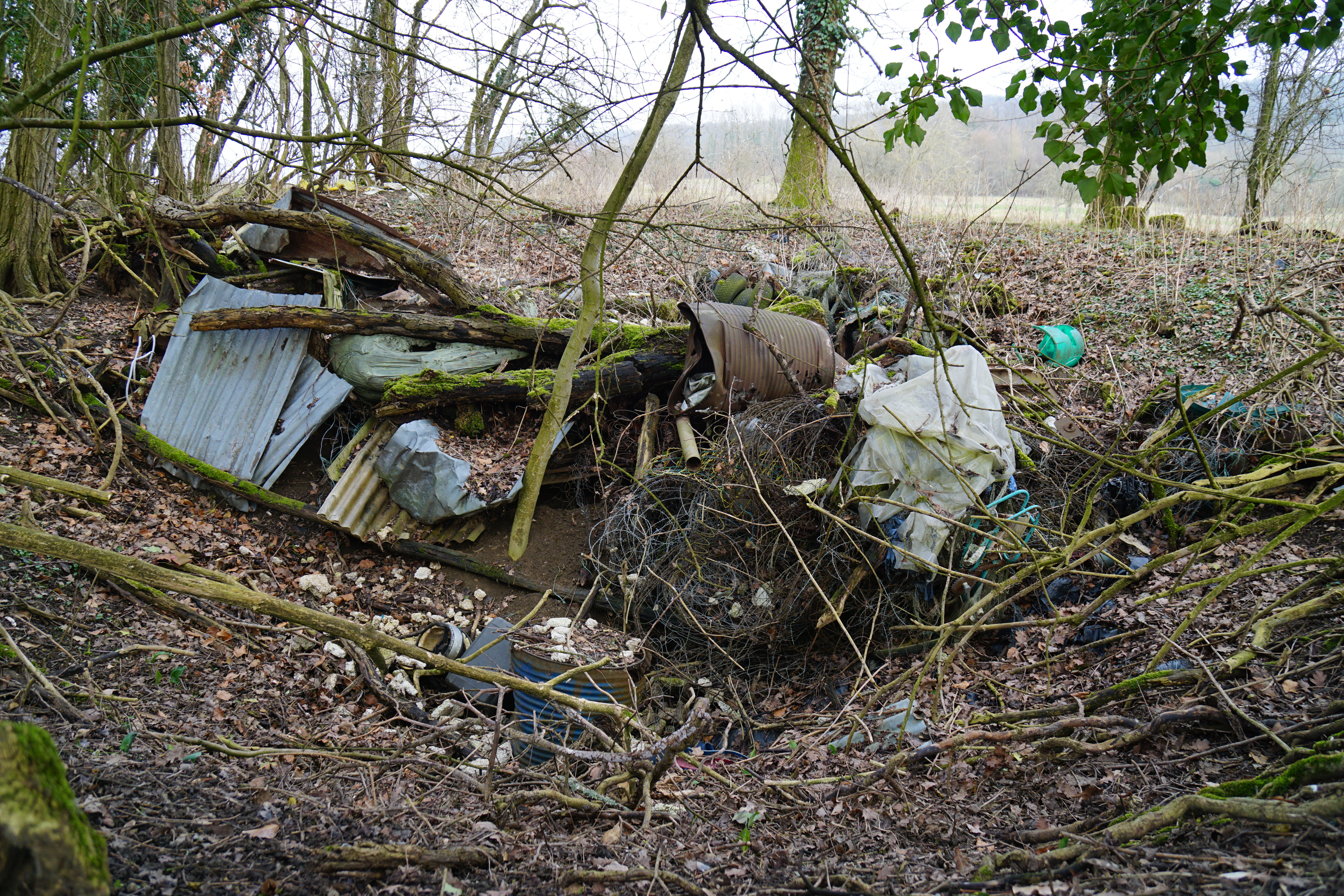
Ancien puits Elisabeth du hameau de La Chapelle.
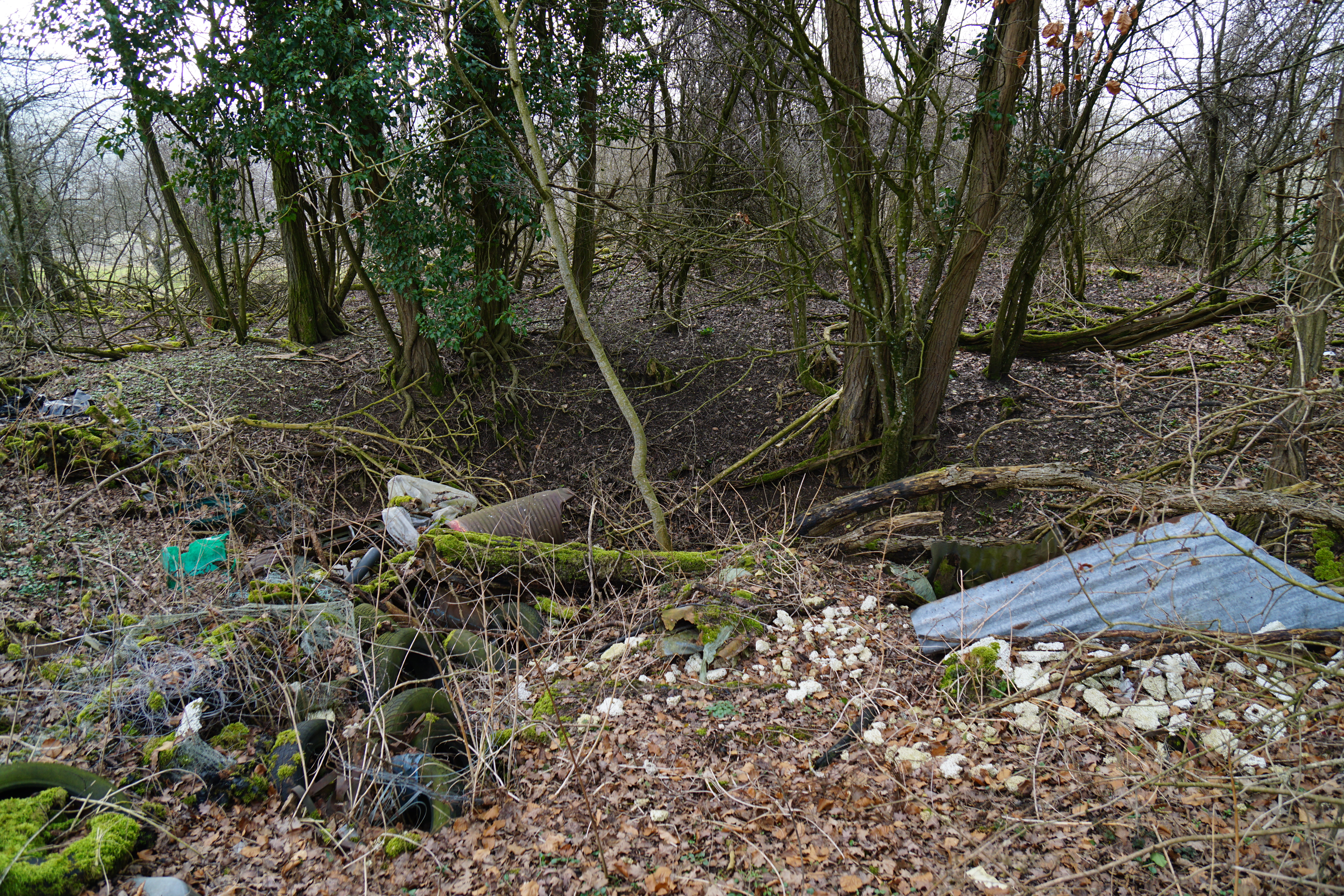
Autre vue.
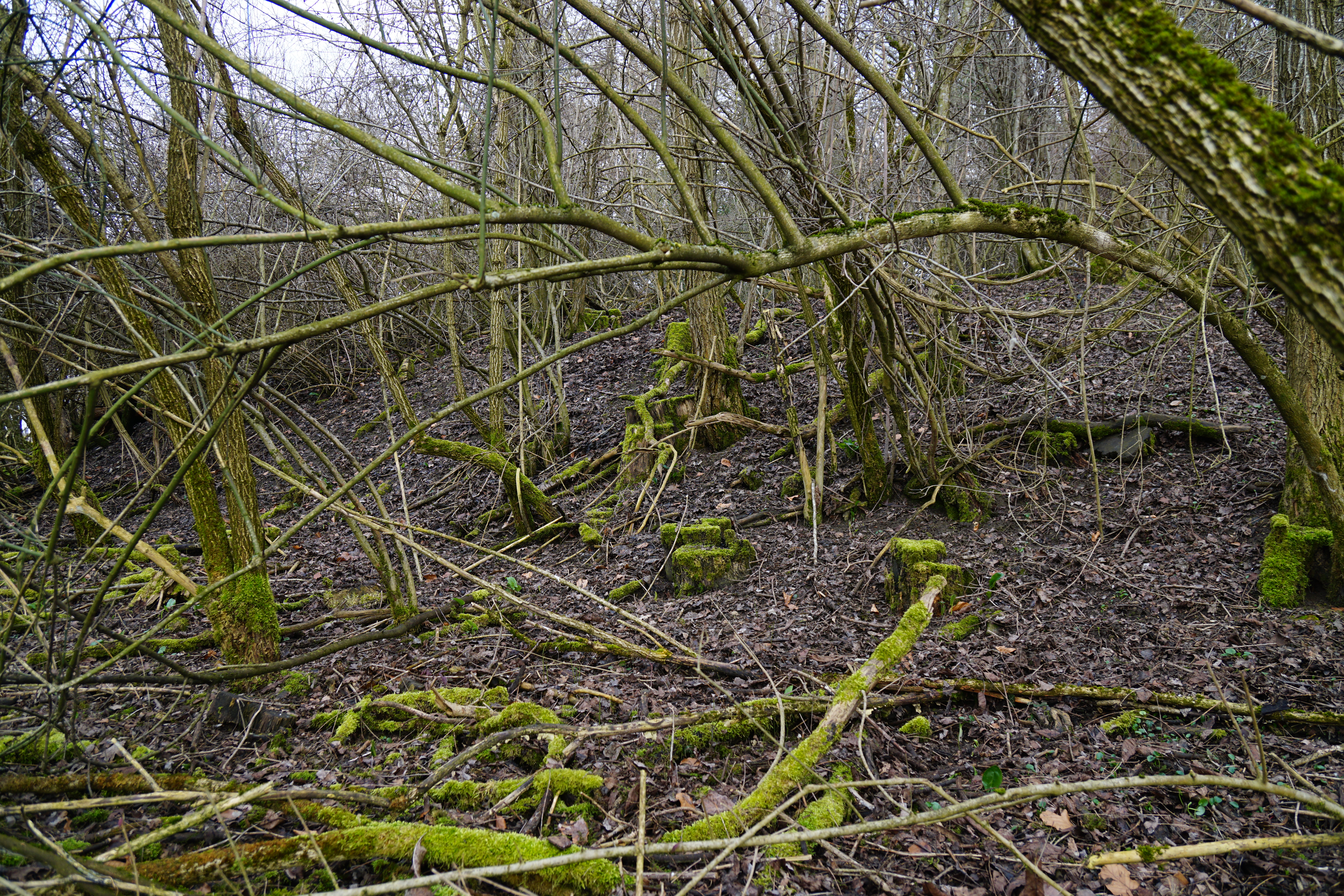
Son terril.

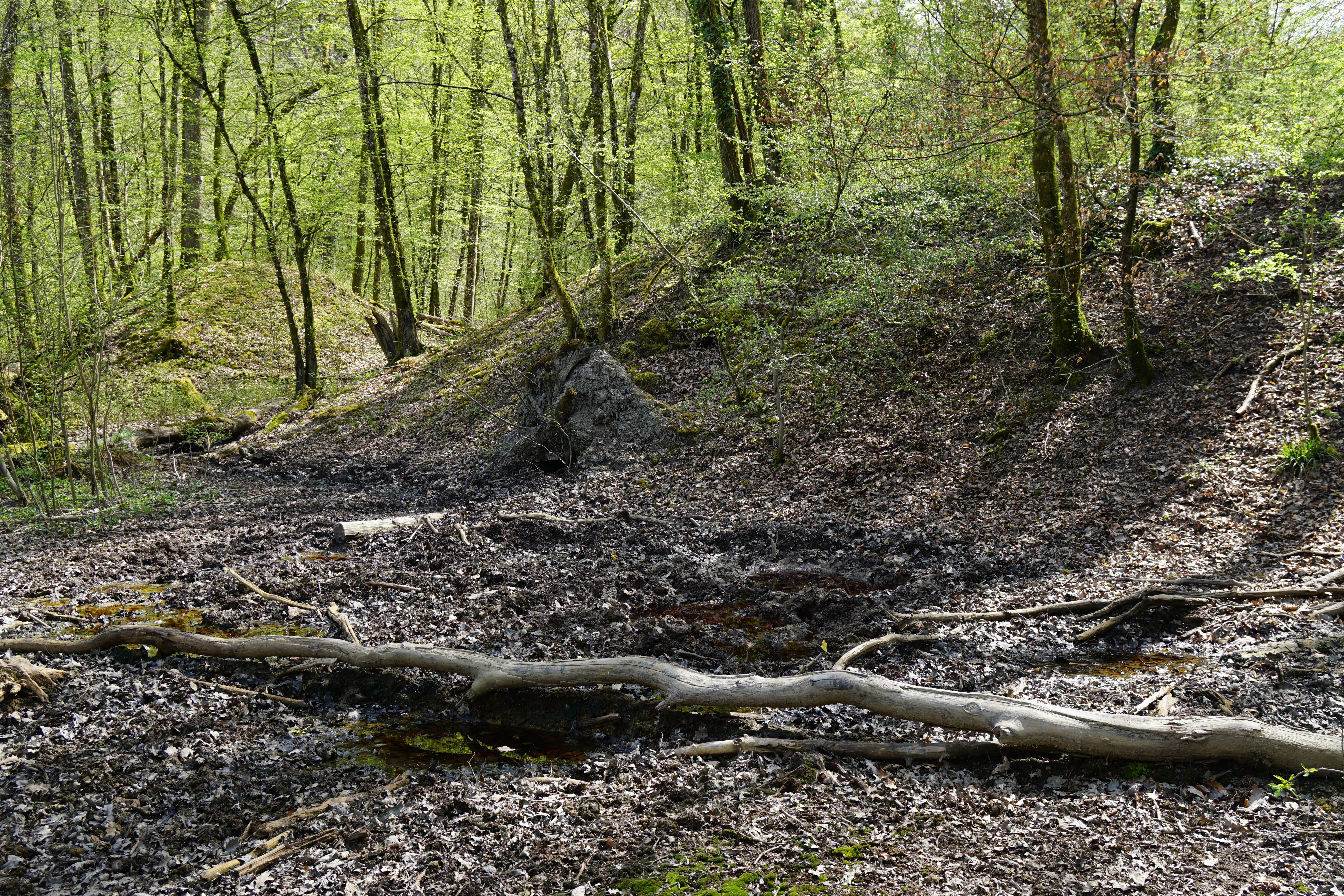
Le terril du puits de la Houillère.
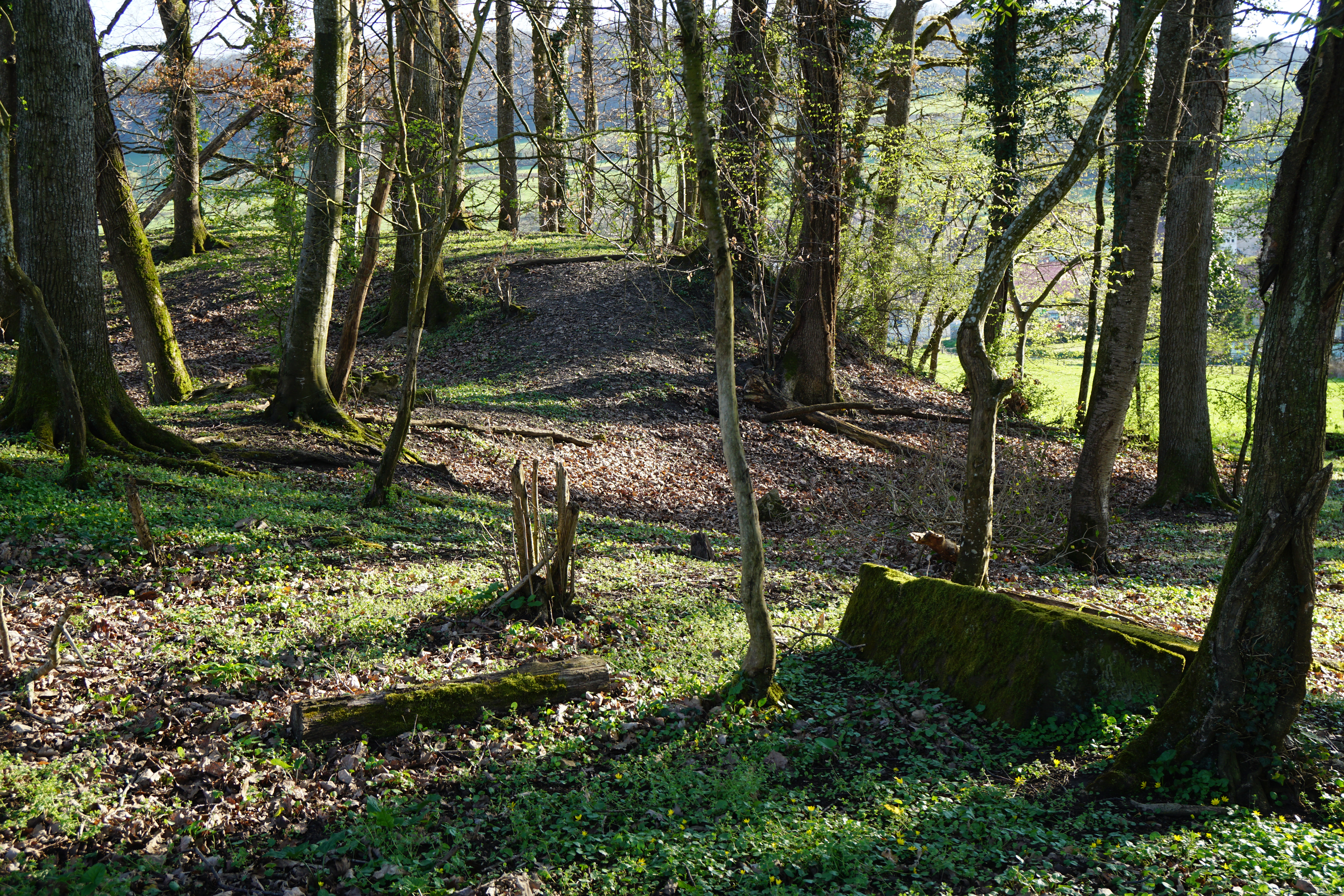
Terril du puits des Essarts.
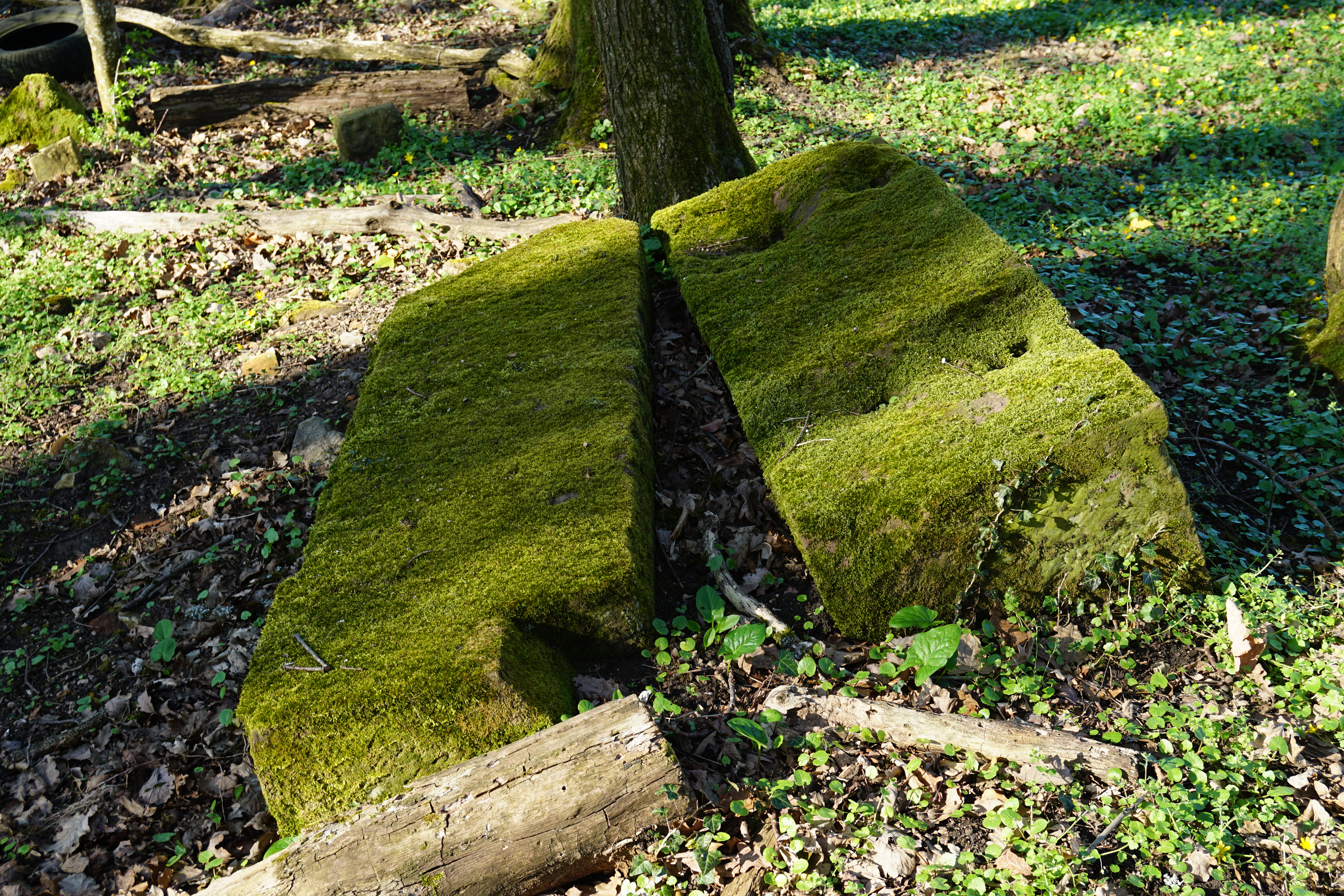
Supports de machine à vapeur au puits des Essarts.

### Gouhenans
Un gîte houiller est identifié à proximité du village de Gouhenans dans les années 1770, puis redécouvert en 1819,. La concession, d'une superficie de 1 378 hectares, est accordée le 30 juillet 1828, ; l'extraction se fait alors dans les puits no 4 et no 5. En 1864, la concession de Gouhenans est exploitée par les puits no 4 et no 10. Cette même année, la production s'élève à 9 983,8 tonnes de houille. Celle-ci est alors vendue 0,90 franc le quintal.

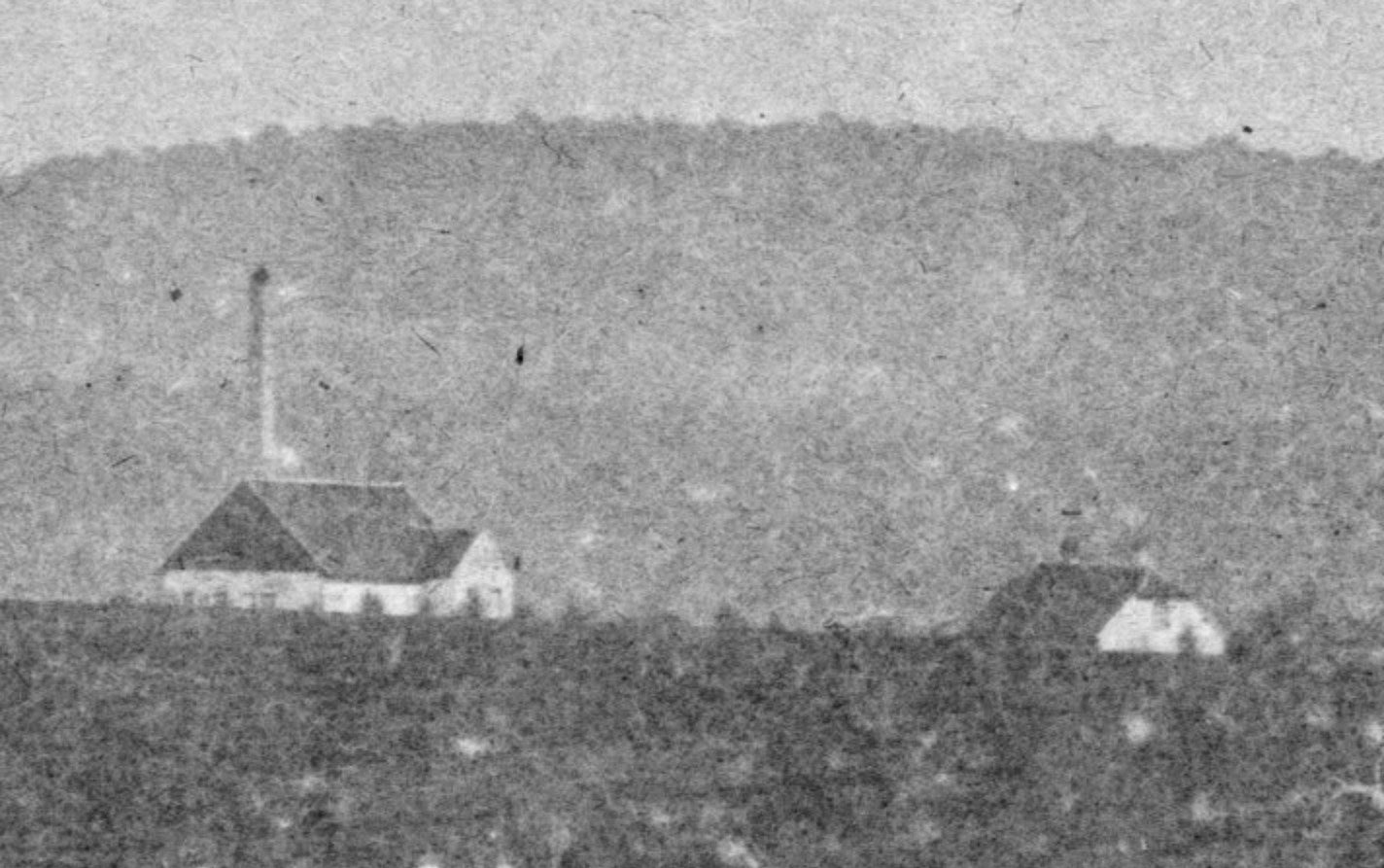
Le puits no 4.
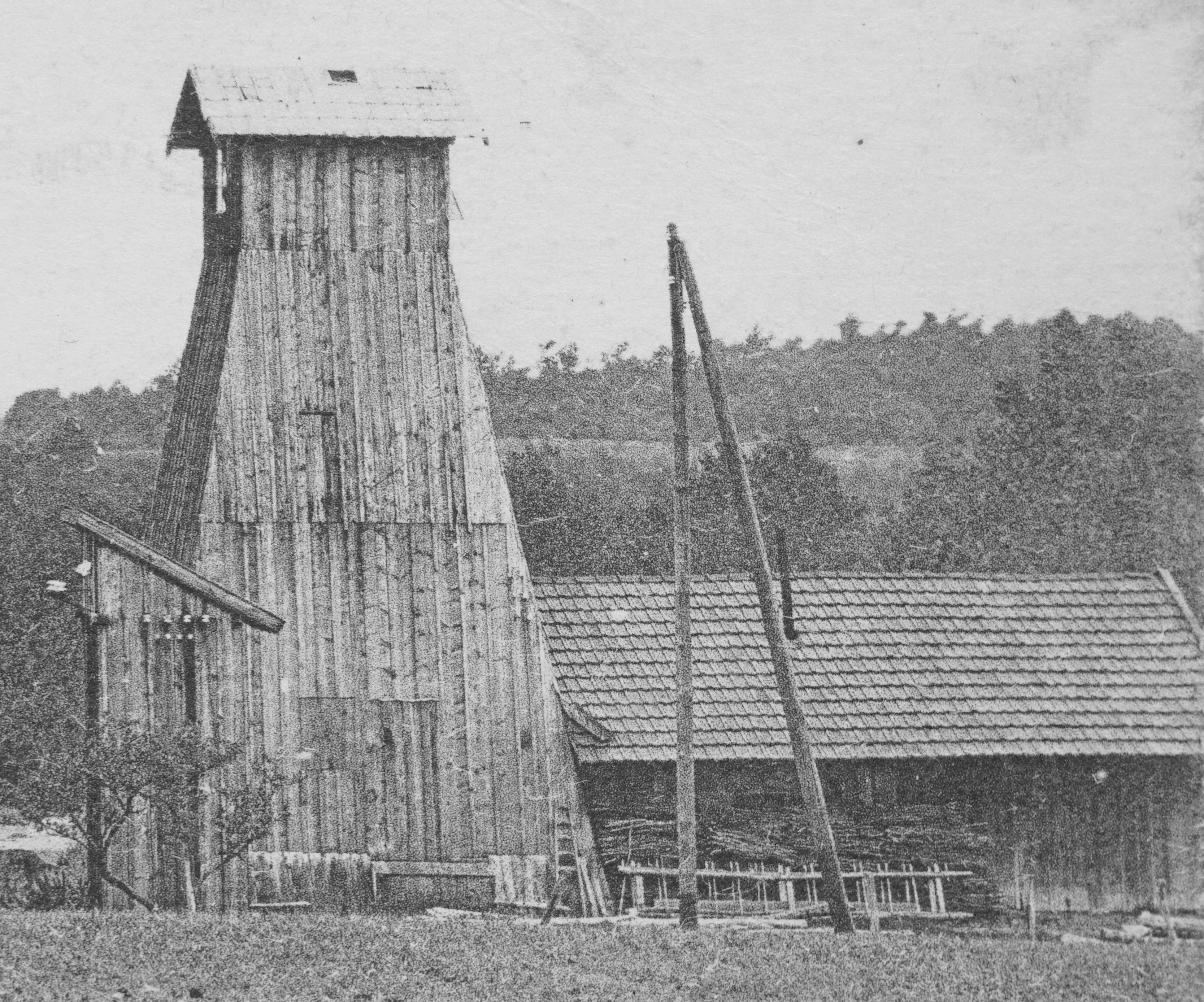
Le puits no 13.
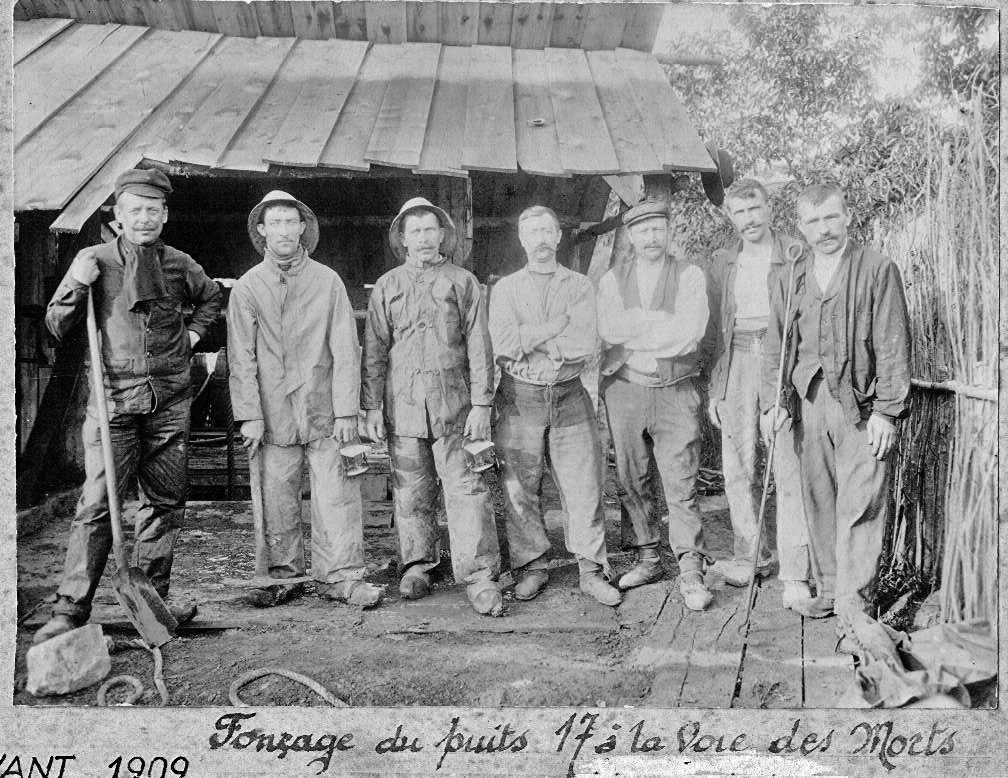
Le puits no 17.

Le puits no 11 est creusé au nord de Villafans en 1872, au moment où d'anciens puits sont fermés. La houille est remontée par des bennes et acheminée par des berlines. Les travaux, situés à une centaine de mètres de profondeur, sont régulièrement visités par le garde-mine du département jusqu'à la fermeture du puits en 1893.
En novembre 1893, le puits no 15, établi dans le voisinage du puits no 11, rencontre le charbon à 68 mètres de profondeur. Il entre en exploitation en 1895. En 1899, il subit une arrivée d'eau de 750 m3 par jour. L'exploitation reprend en 1906 dans deux quartiers différents avec une descenderie et le puits no 17. L'activité houillère cesse en 1921.
Au début du XXIe siècle, plusieurs vestiges des travaux miniers subsistent, notamment des terrils. Une maquette représentant un chevalement de la concession, construite par Charles Simonin, est conservée par la SHAARL (Société d'Histoire et d'Archéologie de l'Arrondissement de Lure). Le site du puits no 15 est aménagé et intégré au circuit pédestre baptisé « Entre Sel et Charbon ». L'orifice du puits et le terril subsistent.

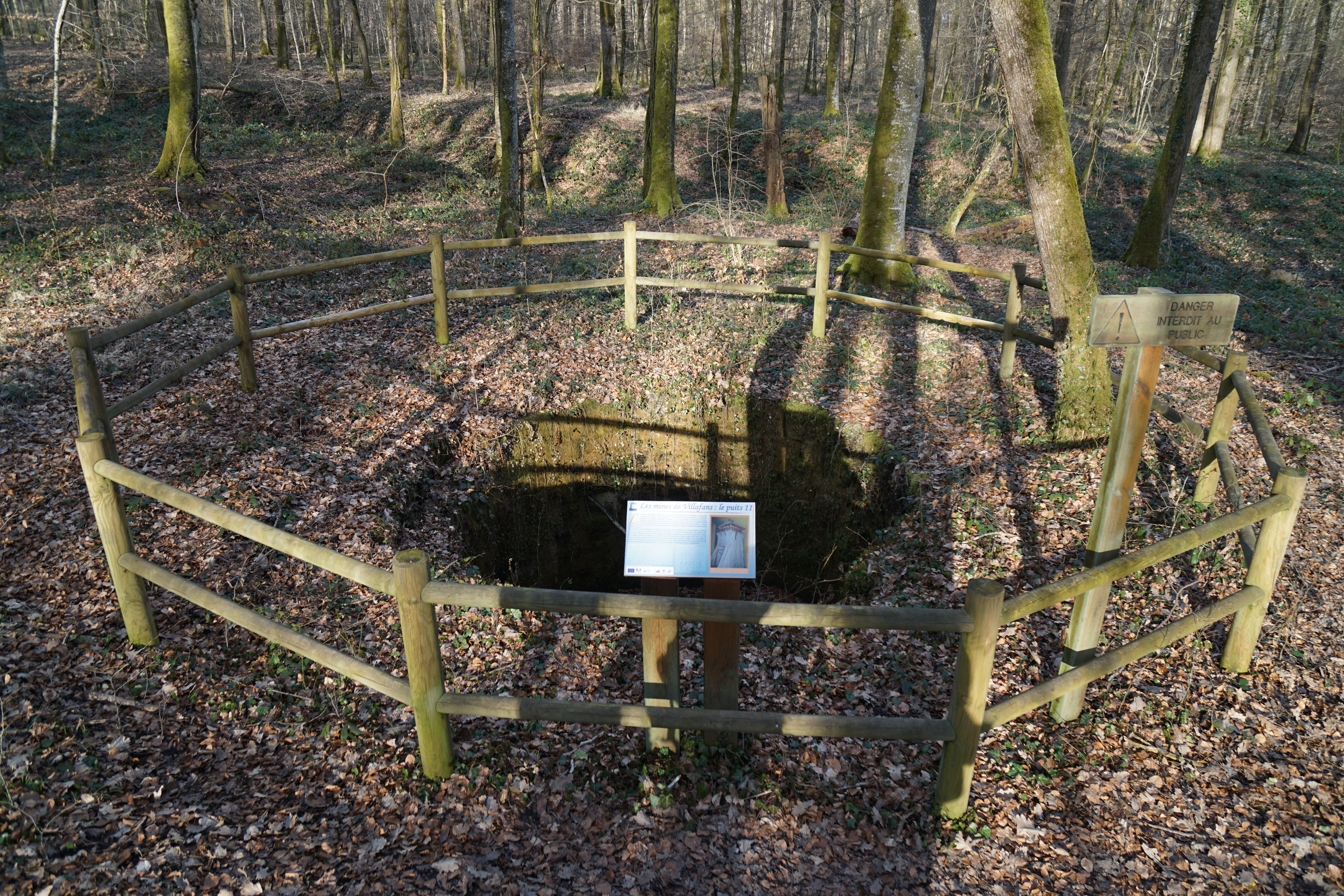
L'ancien puits no 15 aménagé.
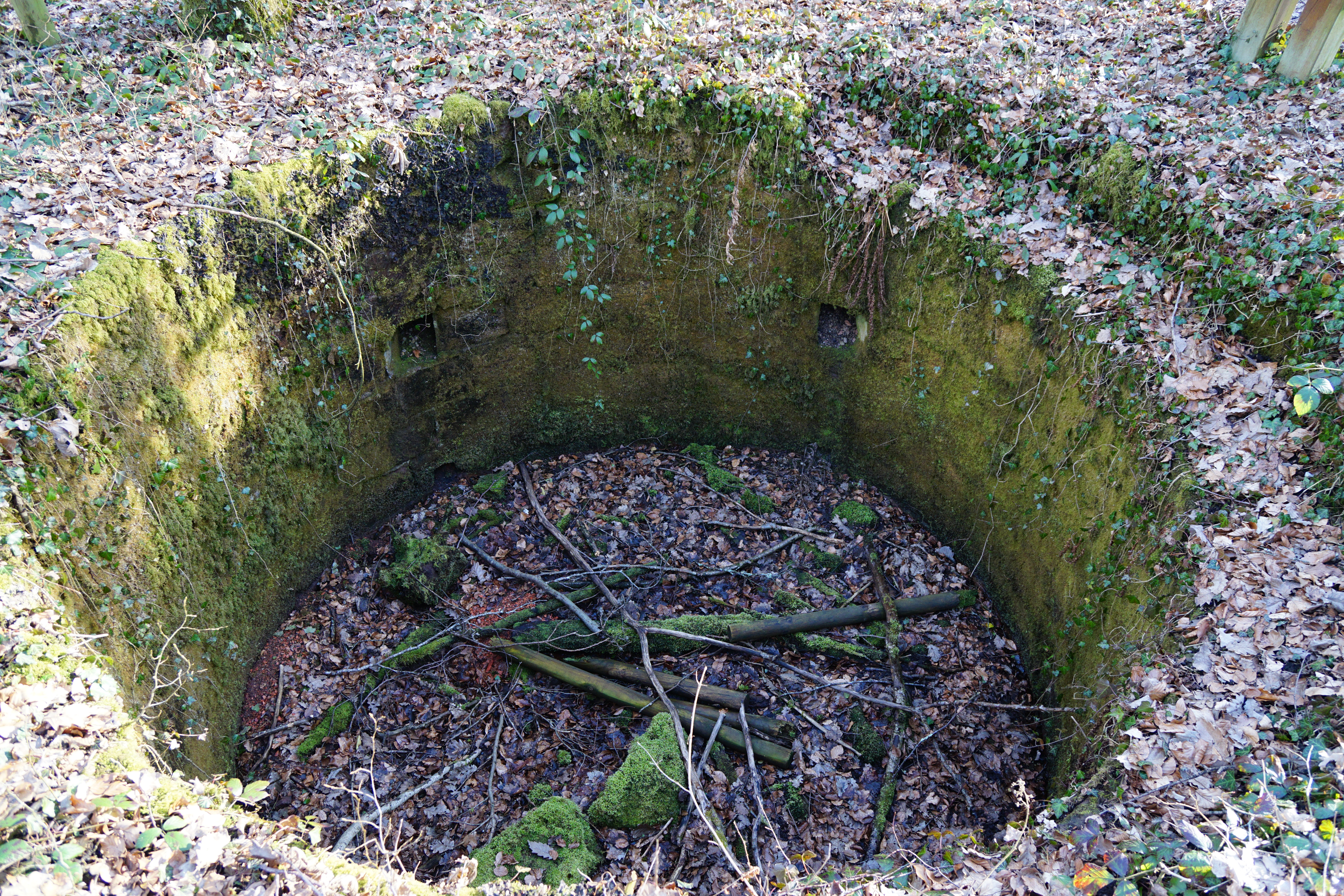
Détail de l’orifice muraillé.
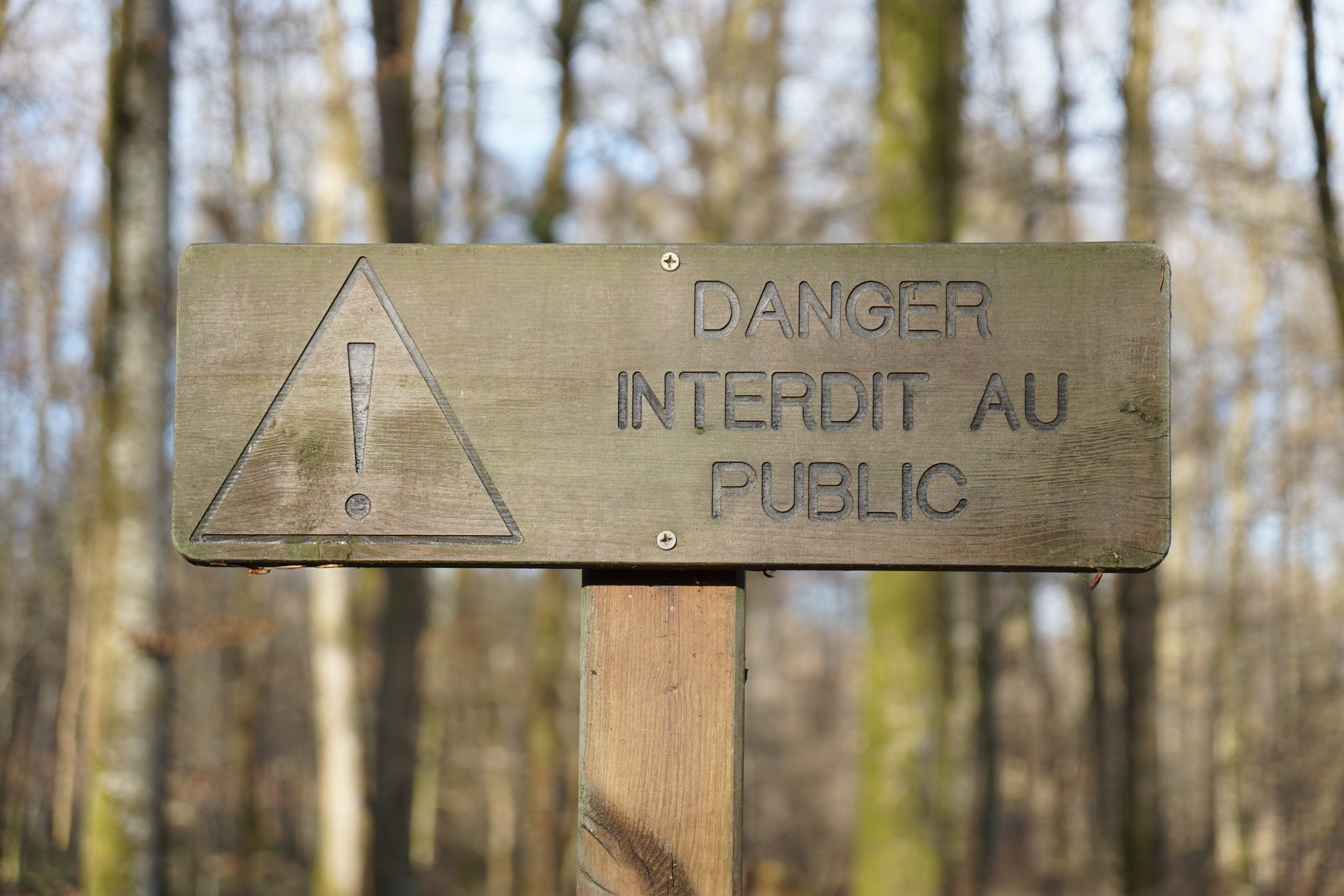
Panneau de danger.
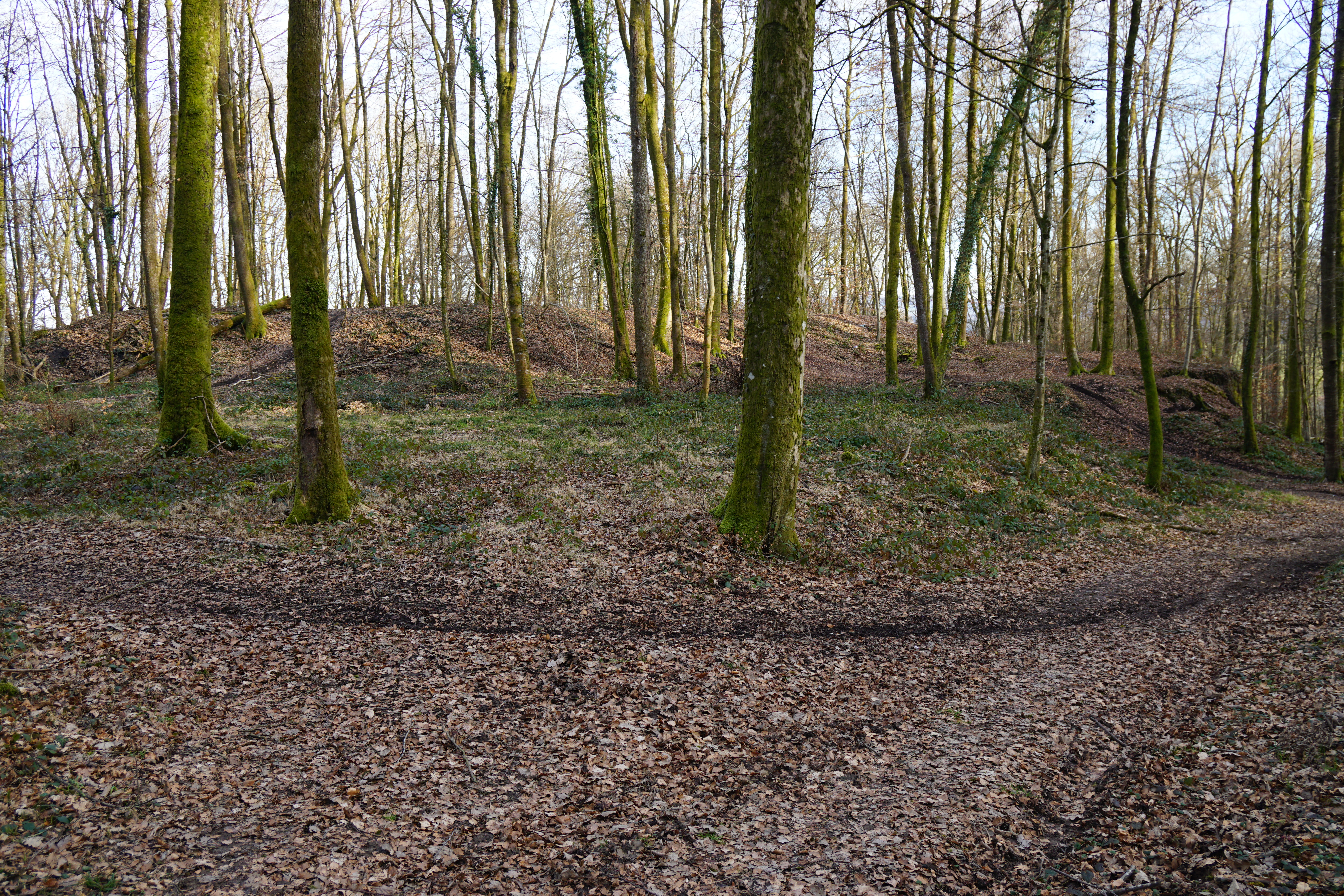
Vue générale du terril.

### Le Vernoy
La petite concession de 6,5 km2 est accordée par une ordonnance royale du 16 août 1839 à messieurs Blech, Fries et compagnie, de Mulhouse,, dans la commune du Vernoy dans le Doubs, sur un lambeau du bassin houiller. Une couche dont la puissance varie de 0,33  à   0,77 mètre est brièvement exploitée avant que les propriétaires ne renoncent à la concession le 24 juillet 1852,.
Trois puits de mine sont creusés au nord du village. L'un d'entre eux rencontre le gisement à 60 mètres de profondeur, mais il est abandonné avant 1870 en raison de fortes venues d'eau. Il laisse un terril toujours visible en 1943.
La production est de 1 400 tonnes en 1826, 1 100 tonnes en 1832 et 850 tonnes en 1842. La renonciation de concession est demandée le 6 octobre 1849 et accordée le 24 juillet 1852.
En 1904, un sondage est creusé par la Société minière industrielle de Gouhenans pour la recherche de sel ; il rencontre des traces de charbon entre 60,50  et   61,20 mètres de profondeur.

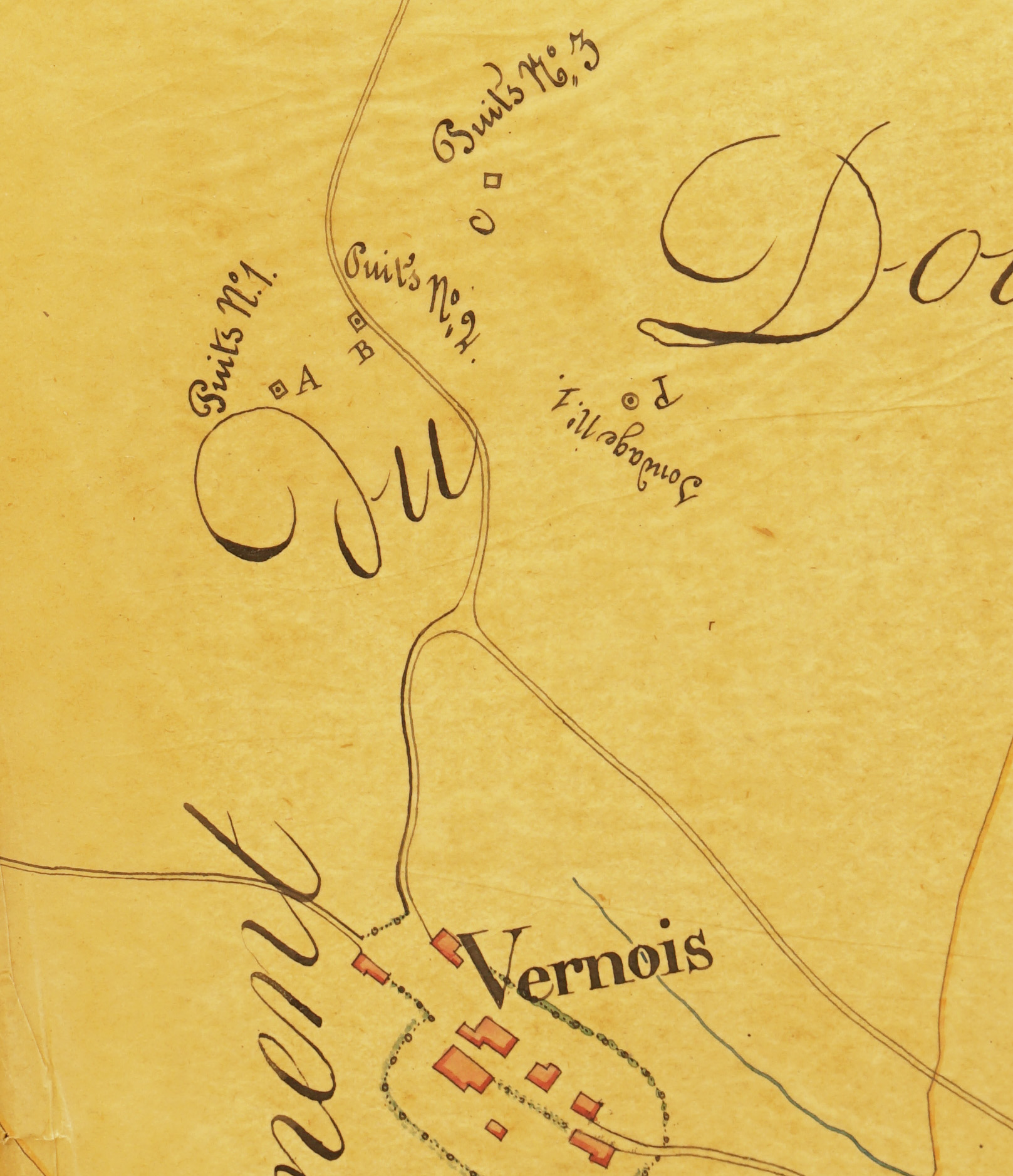
Carte des puits et du village de Le Vernoy en 1838.
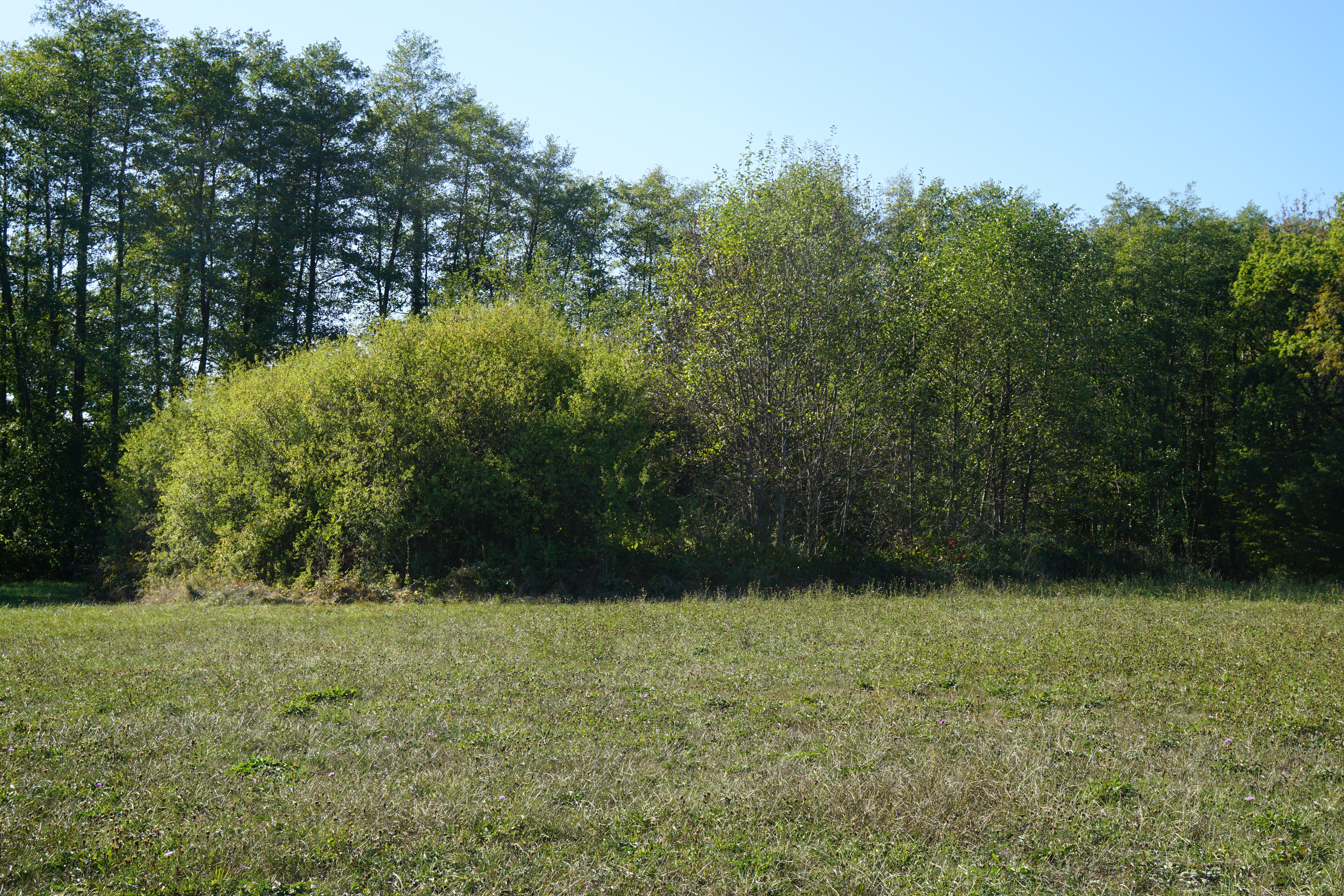
Terril du puits no 1.
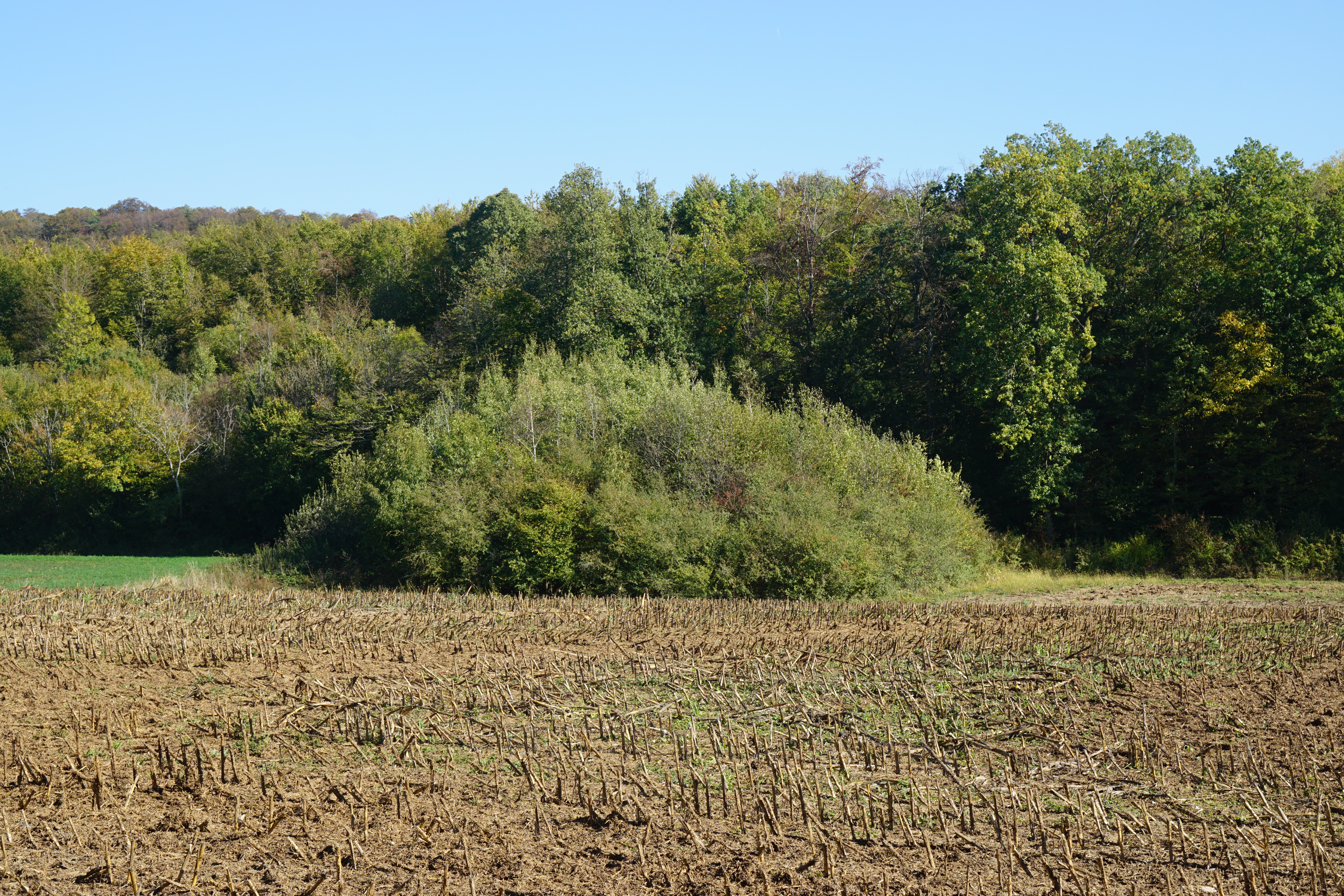
Terril du puits no 3.

### Athesans
La concession d'Athesans, d'une superficie de 1 087 hectares, est accordée le 13 novembre 1839. Des chantiers de faible importance sont réalisés dans cette concession, où l'épaisseur de la couche varie de 0,40  à   0,65 mètre. Cinq sondages sont creusés entre 1922 et 1923.
| Nom                           | Profondeur | Date      | Commune   | Résultat                                                                                      |
| ----------------------------- | ---------- | --------- | --------- | --------------------------------------------------------------------------------------------- |
| Puits A                       | 20 m       | 1836      | Athesans  | Couche de 0,60 m.                                                                             |
| Puits Lissot                  |            | 1840-1845 | Athesans  | Une galerie creusée vers le nord-nord-ouest rencontre une couche de 0,35 m qui est exploitée. |
| Puits et sondage V            | 42,28 m    | 1896      | Athesans  | Puits arrêté à 11,65 m et poursuivi par sondage, quelques grains de houille.                  |
| Sondage T                     |            |           | Athesans  | Inconnu, probablement négatif.                                                                |
| Sondage 2                     | 11 m       | 1836      | Athesans  | Couche de 0,70 m, épaisseur maximale rencontrée.                                              |
| Sondage 3                     | 30,50 m    | 1836      | Athesans  | Couche de 0,30 m.                                                                             |
| Sondage S                     |            |           | Athesans  | Rencontre d'une faille.                                                                       |
| Sondage du bois Saint-Servais |            |           | Athesans  | Couche de 0,25 m.                                                                             |
| Sondage 1                     | 27 m       | 1922      | Gouhenans | Négatif.                                                                                      |
| Sondage 2                     | 33 m       | 1922      | Gouhenans | Négatif.                                                                                      |
| Sondage 3                     | 5,80 m     | 1922-1923 | Vouhenans | Abandonné.                                                                                    |
| Sondage 4                     | 17,40 m    | 1923      | Vouhenans | Négatif.                                                                                      |
| Sondage 5                     | 30,95 m    | 1923      | Gouhenans | Négatif.                                                                                      |

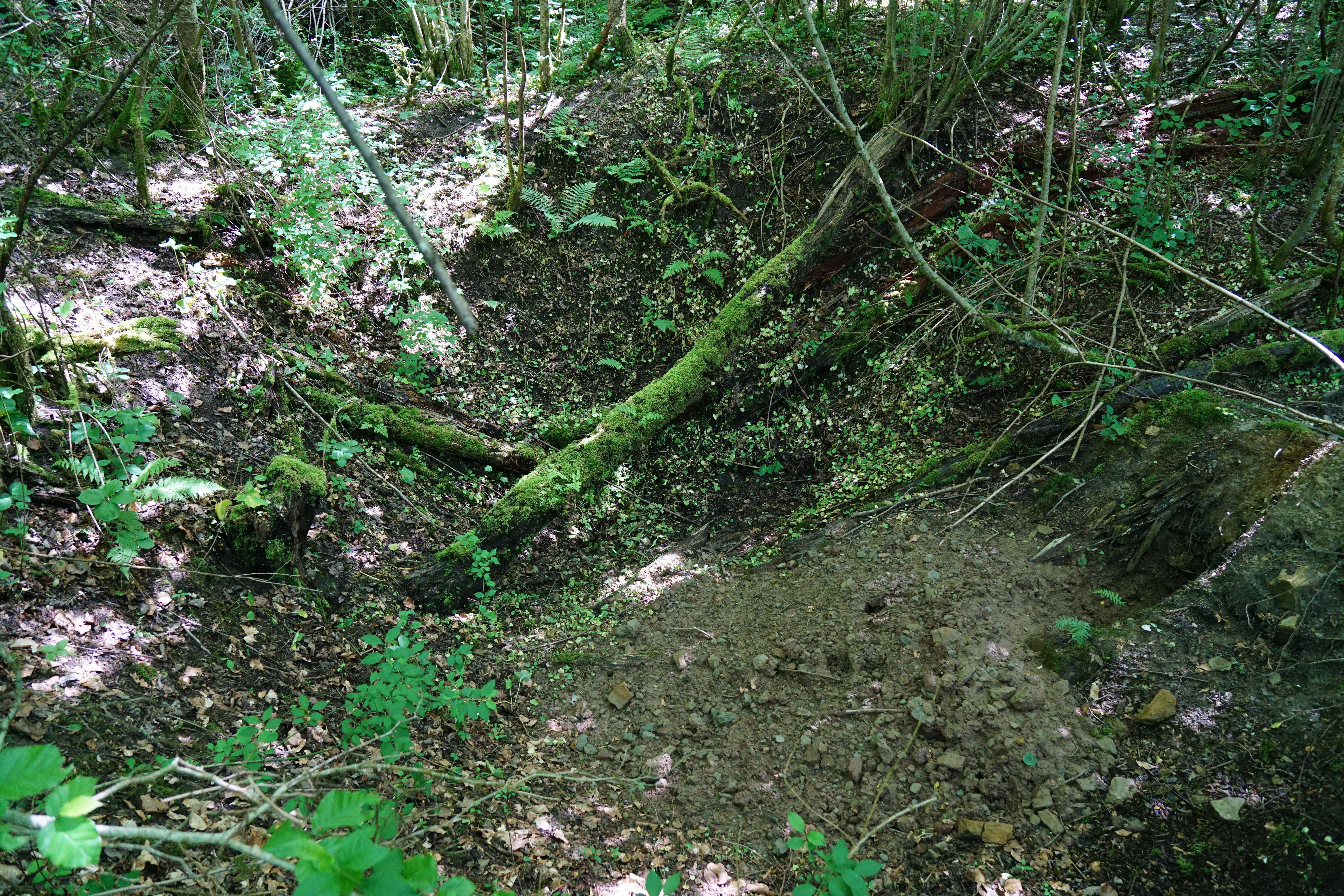
Le puits Lissot.
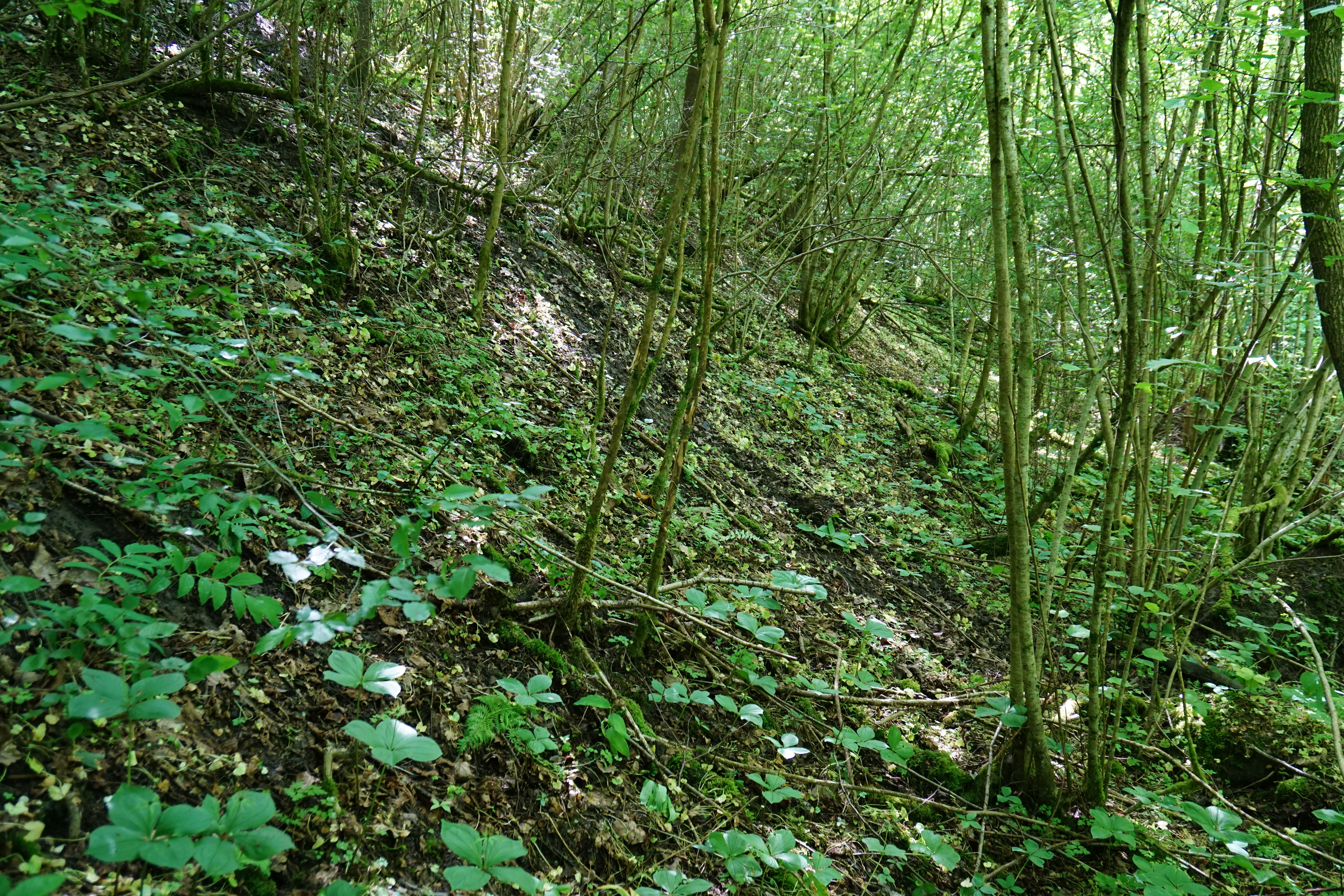
Le terril principal du puits Lissot.
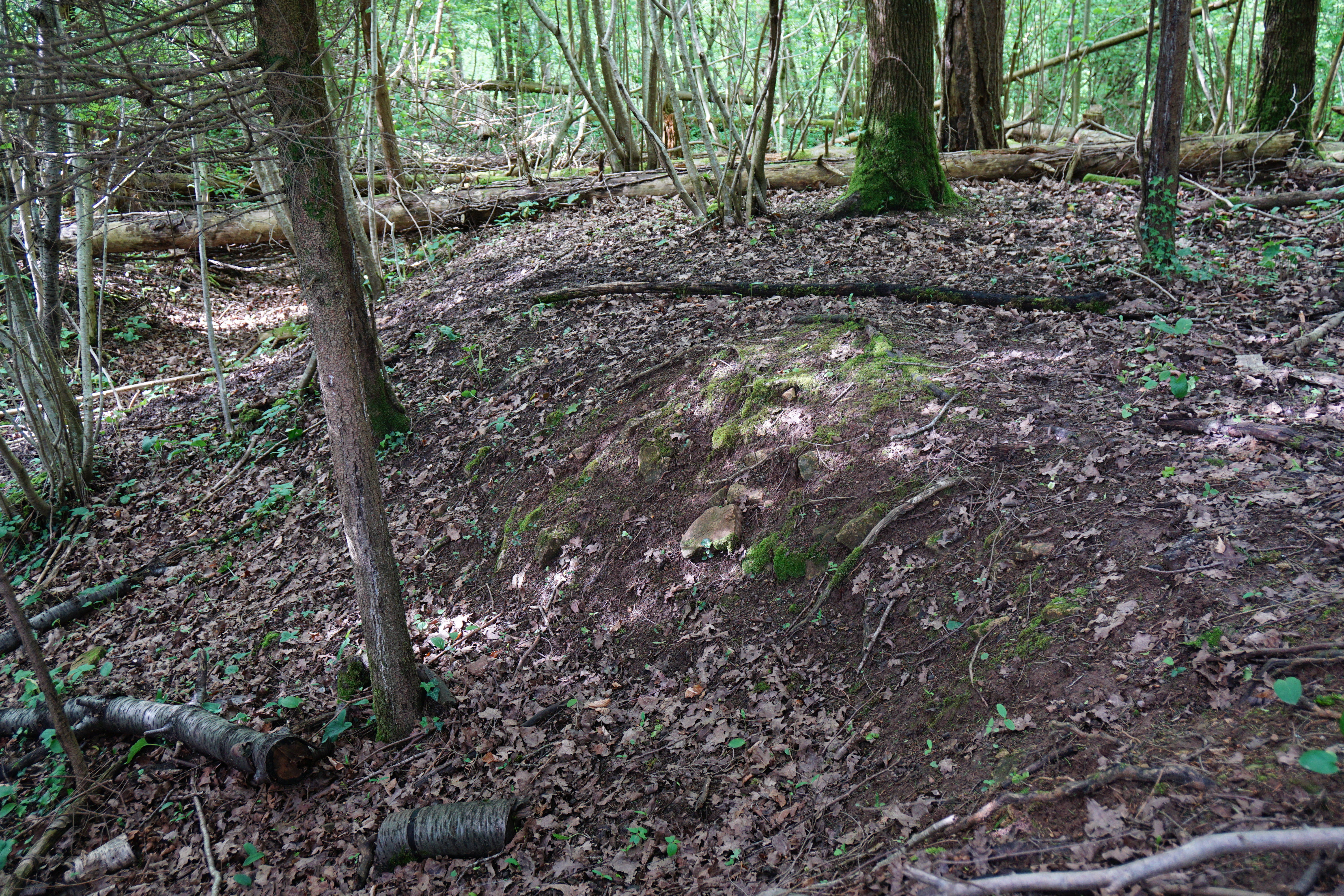
Un terril secondaire du puits Lissot.
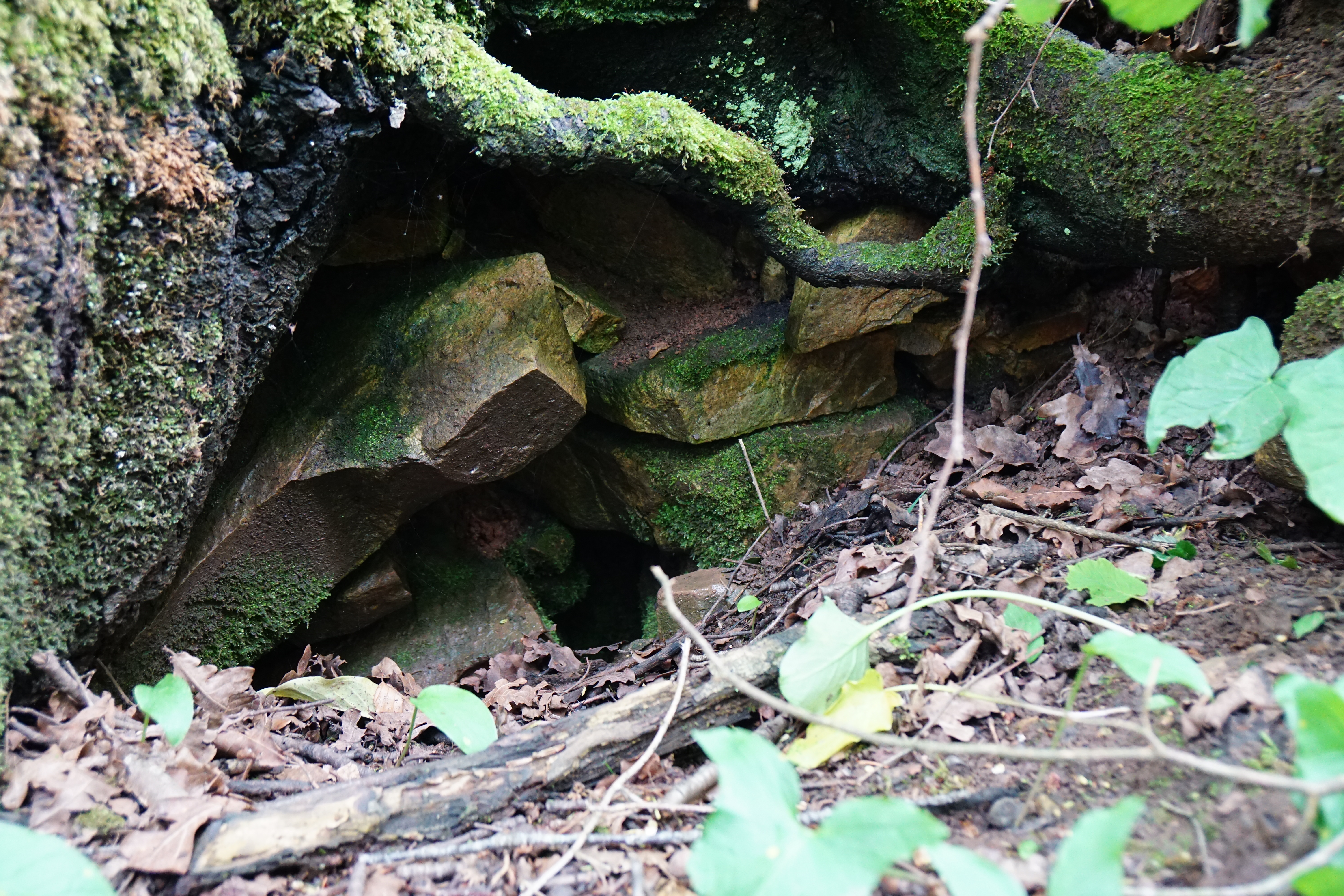
Effondrement de la galerie Lissot au niveau du terril secondaire.

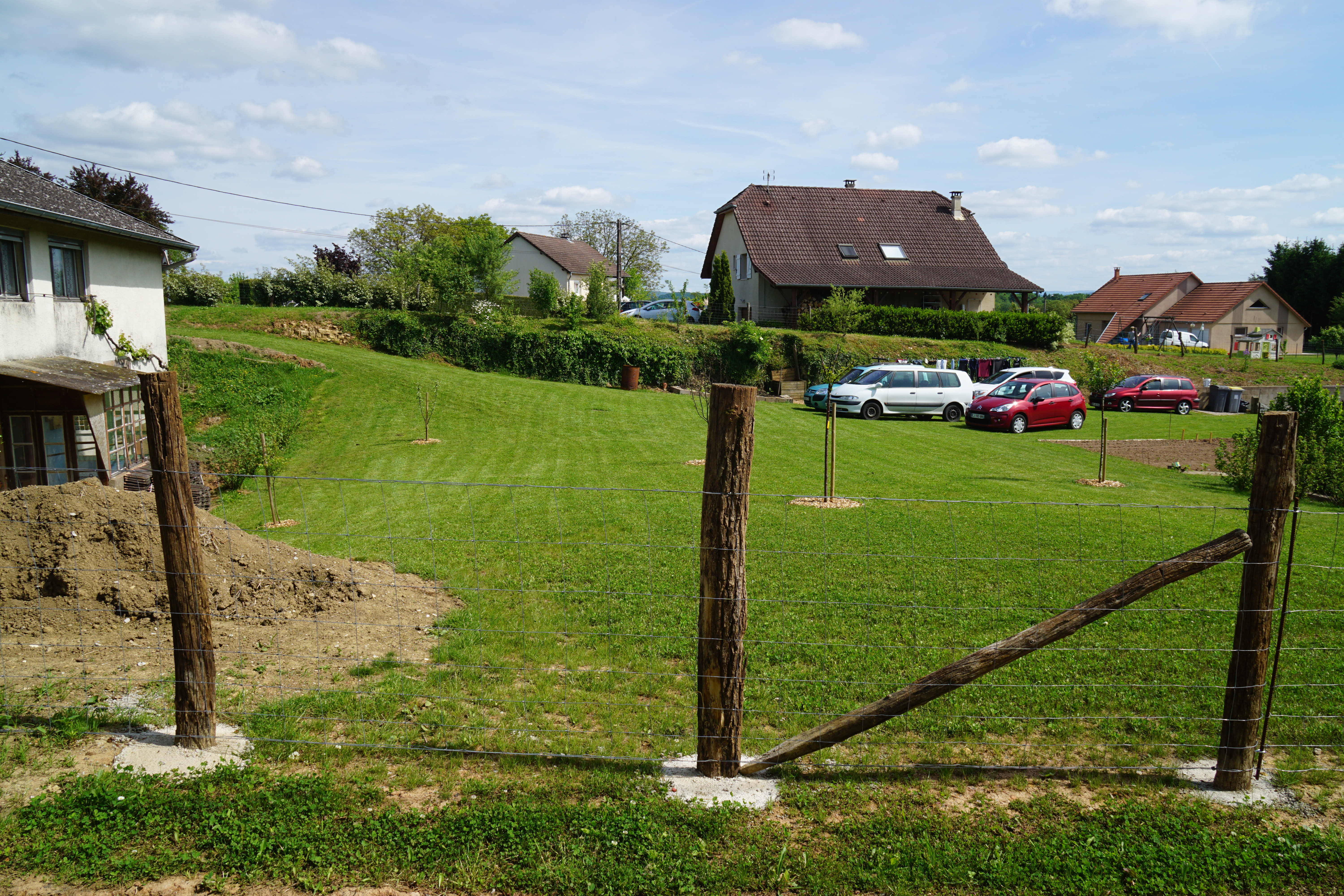
L'emplacement du puits V et de son terril remanié, à l'arrière.
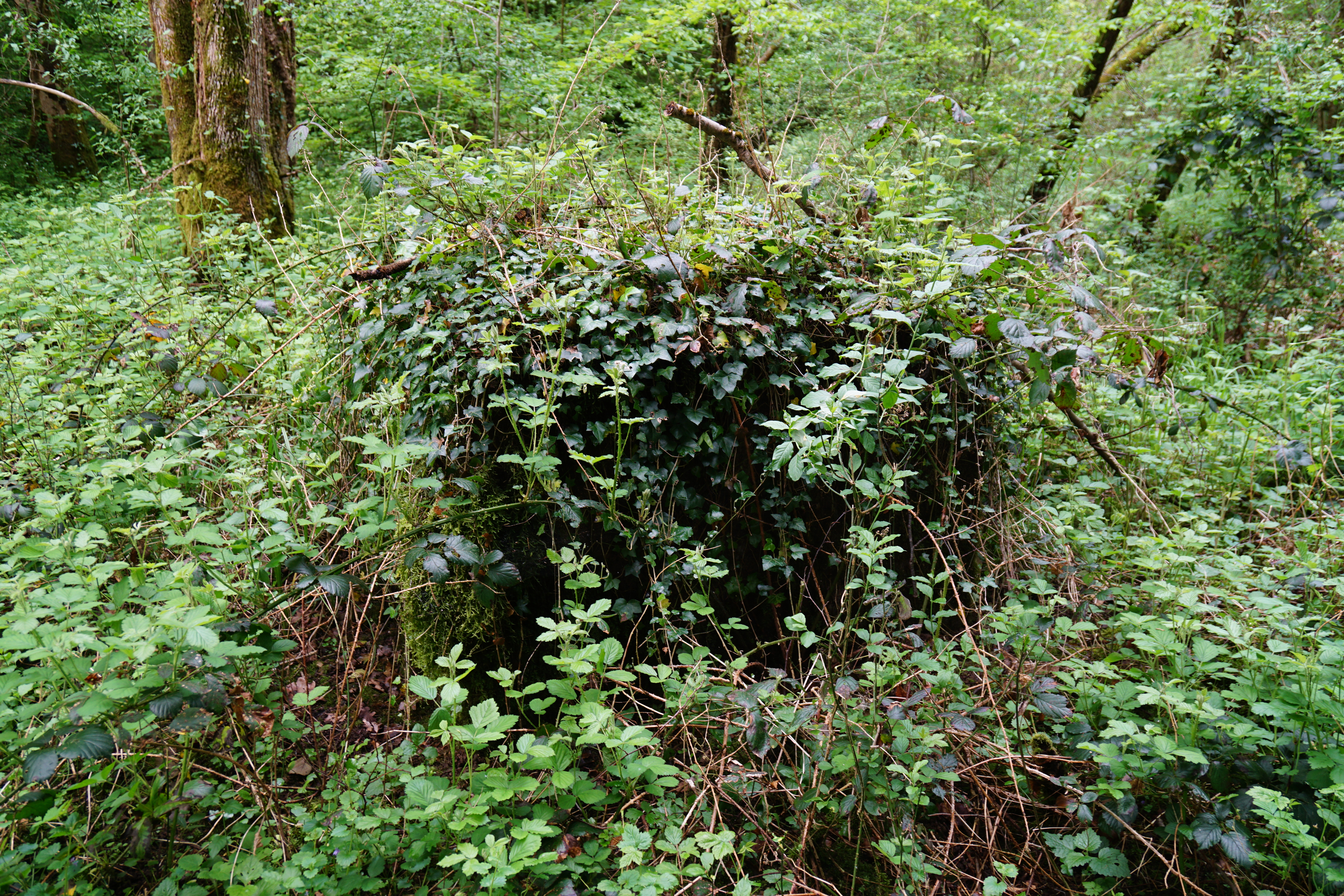
Sondage reconverti en captage d'eau potable.

### Vy-lès-Lure
Une concession, d'une superficie de 973 hectares, est accordée le 10 août 1842 et de nombreux travaux de recherches se déroulent au hameau de La Grange du Vau, situé entre les communes de Vy-lès-Lure et de Mollans ; elle se trouve au sud-ouest de la concession de Saint-Germain (Bassin stéphanien), qui est la plus proche d'elle. Les travaux se déroulent sur deux périodes distinctes : la première pendant la seconde moitié du XIXe siècle et le premier quart du XXe siècle avec l'accord d'une concession, la seconde, sous l'Occupation à l’initiative du BRGG (ancêtre du BRGM),.

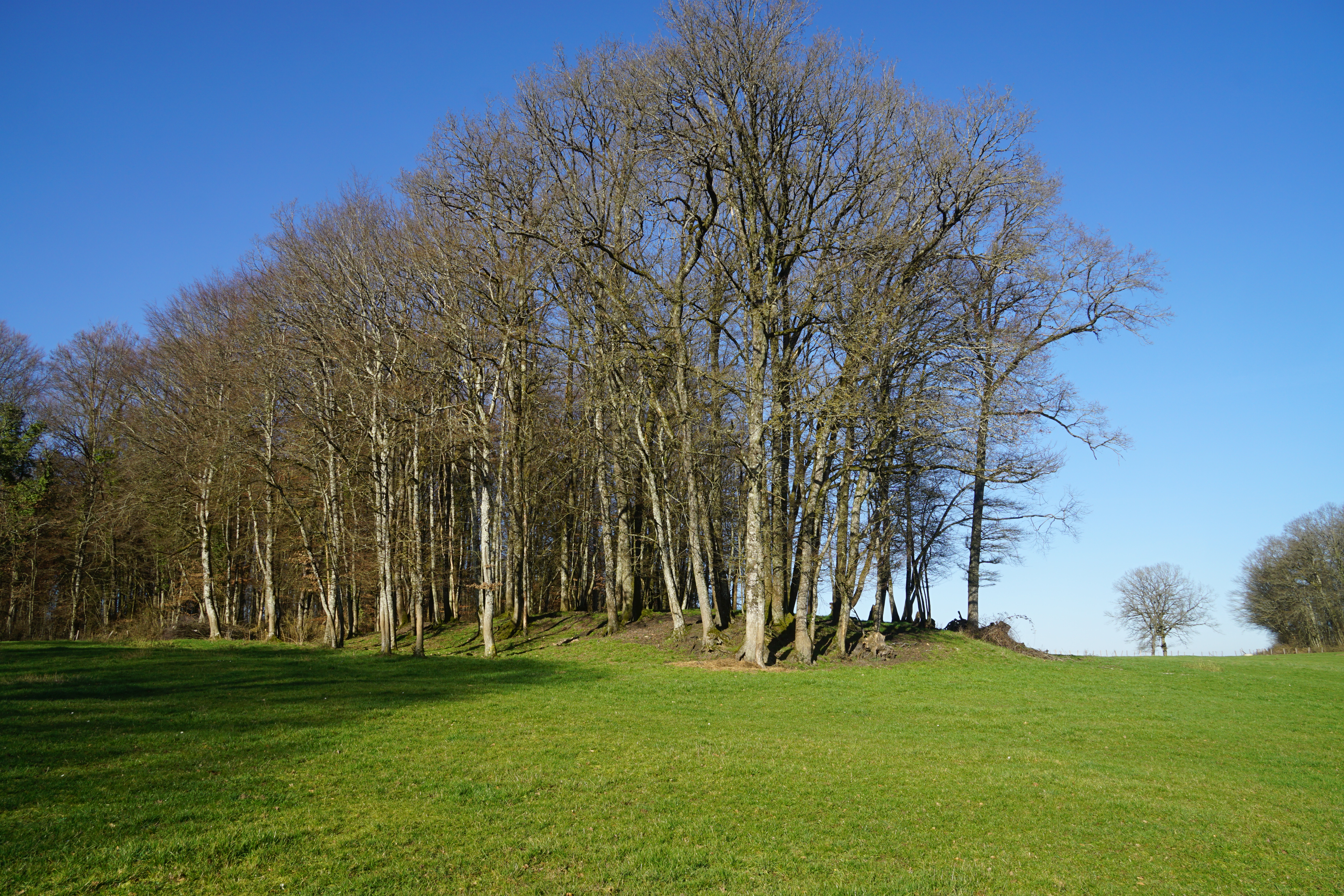
Le terril du puits Ghautier.
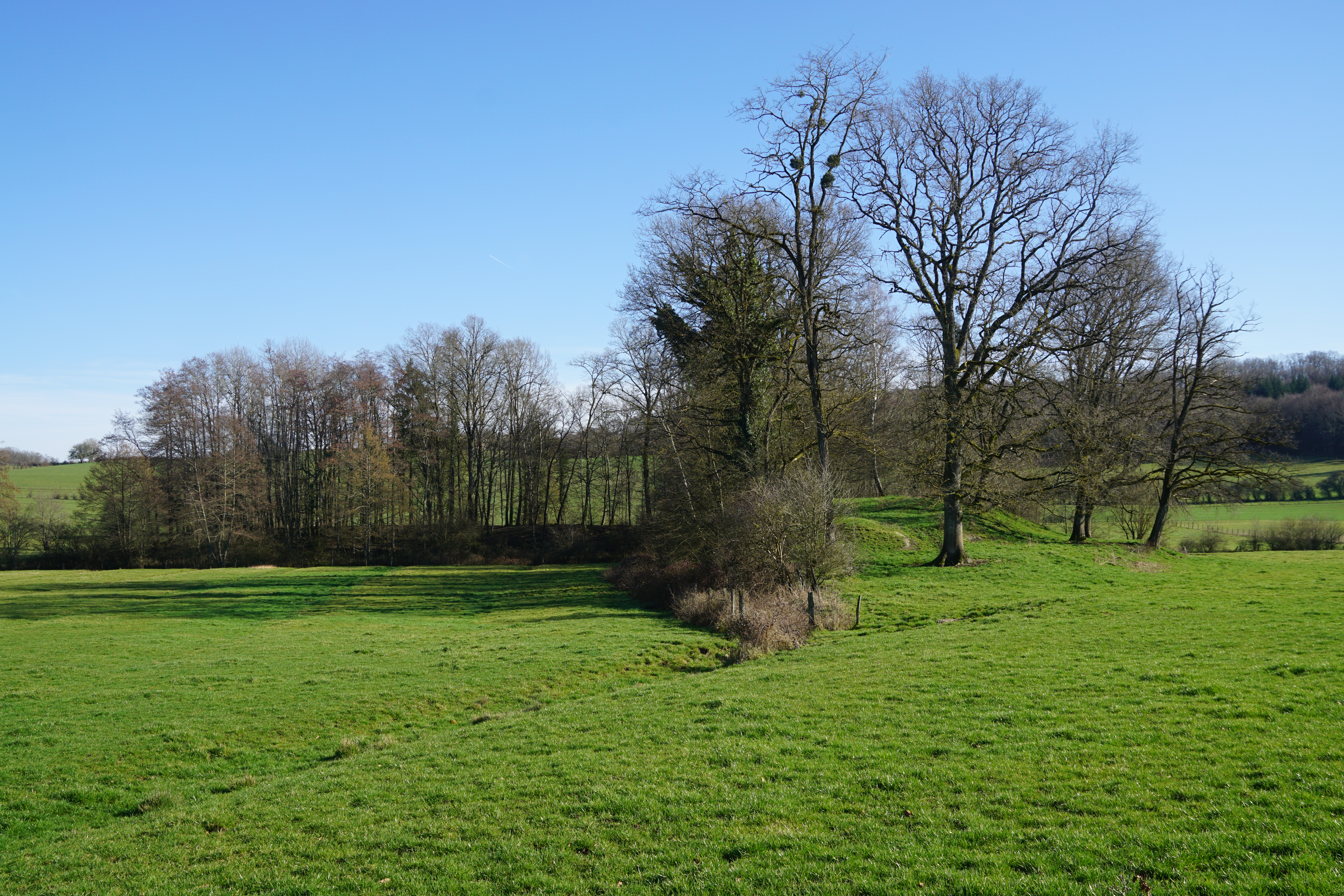
Le terril Sainte-Barbe.
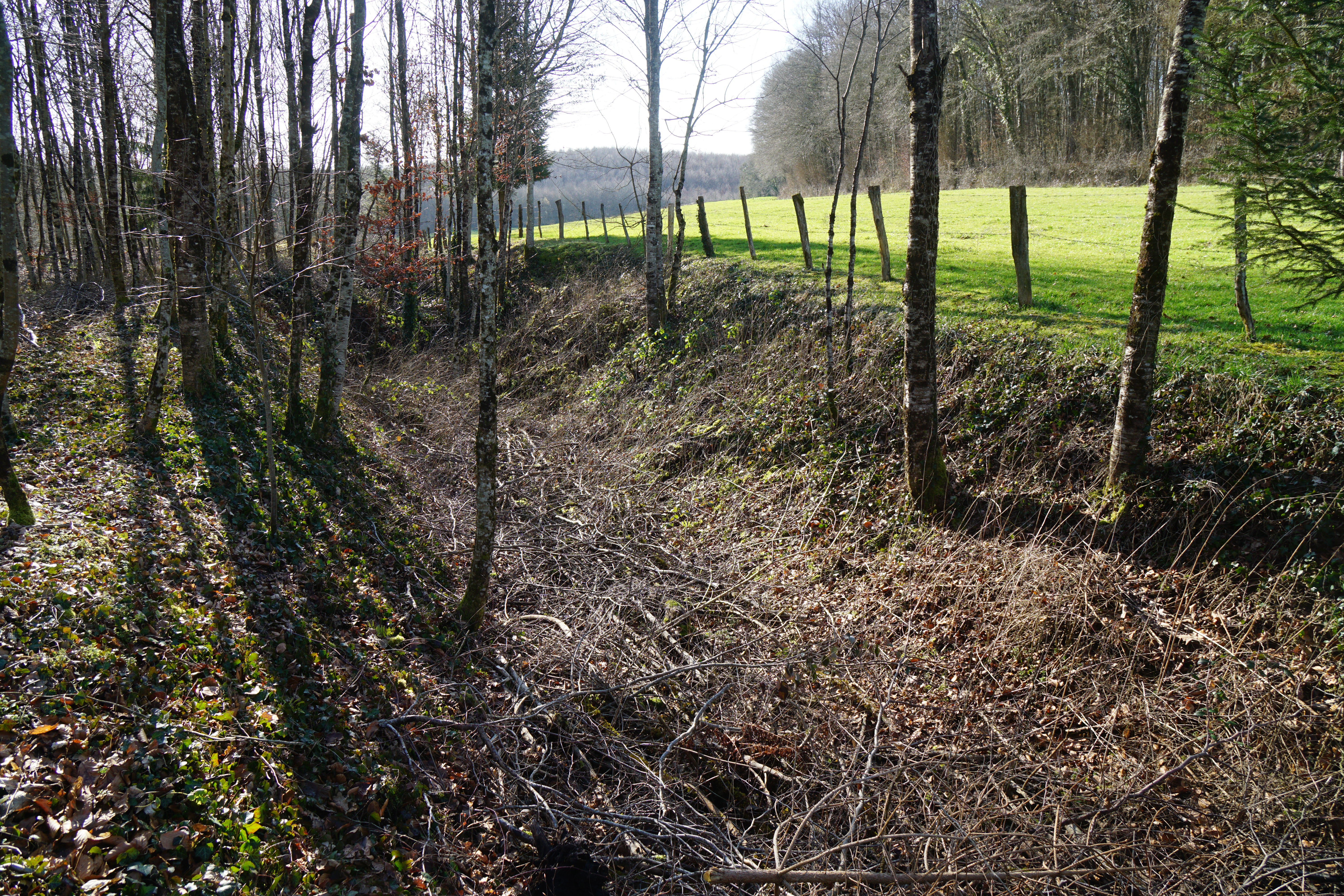
La tranchée d'accès à la descenderie de 1942.
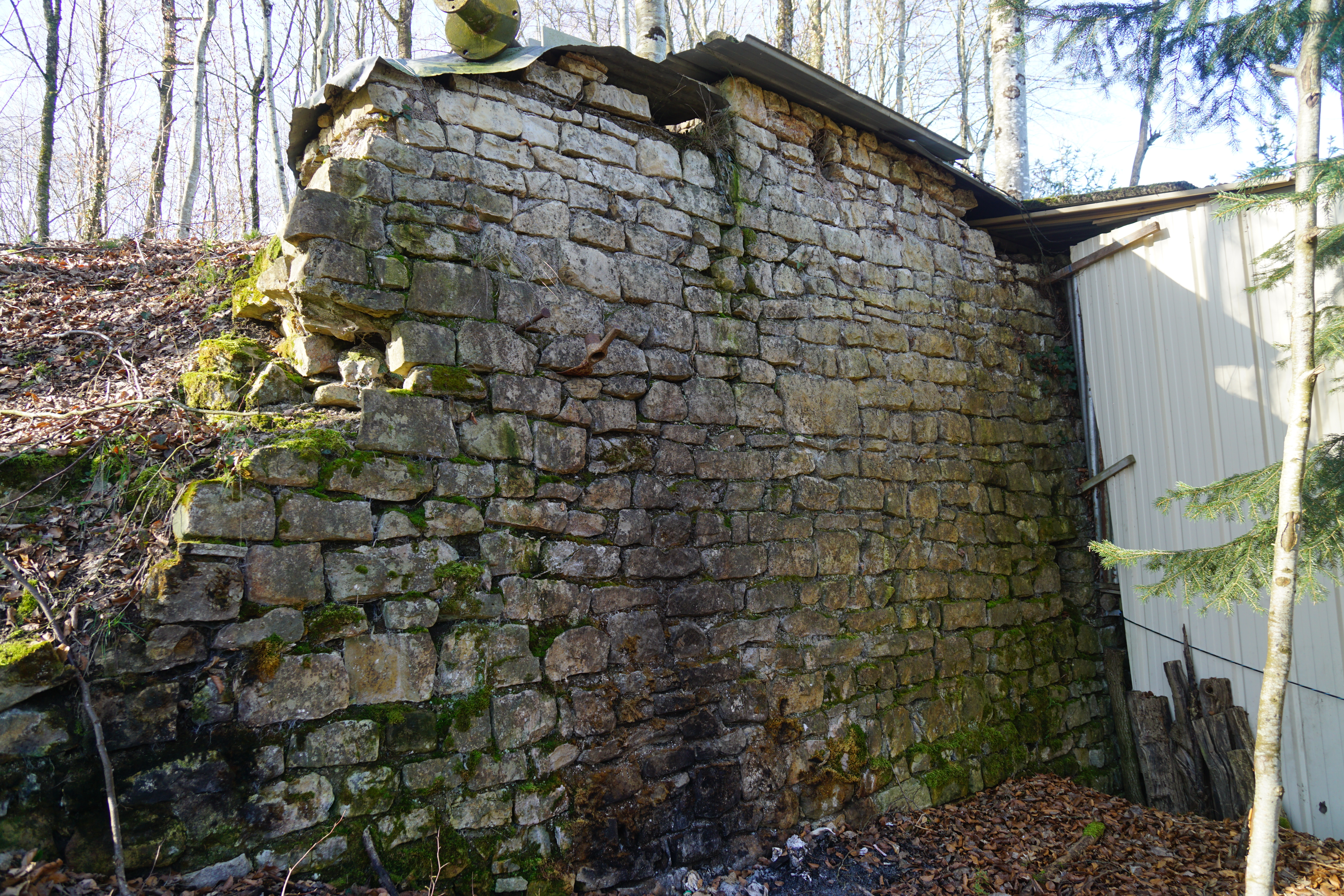
Le mur du terril de la descenderie.
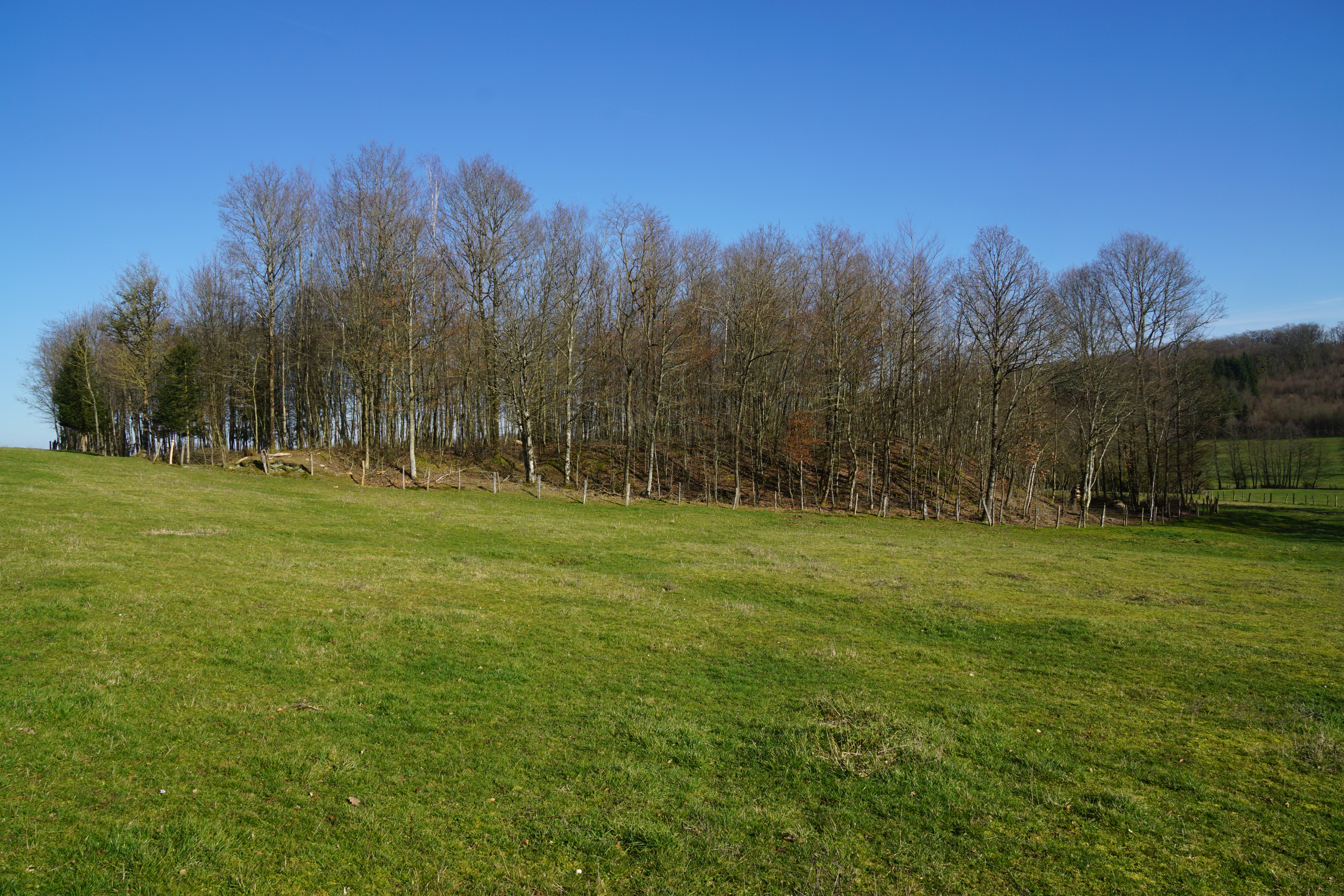
Vue générale du terril de la descenderie.

### Mélecey
Une mine de houille est attestée le 24 mai 1773 près d'un village voisin, Abbenans. La recherche de la houille commence à Mélecey en 1778 pour alimenter une saline qui utilise un système d’évaporation pour la saumure, mais la houille exploitée est de mauvaise qualité.
La concession de Mélecey, d'une superficie de 480 hectares, est accordée le 29 septembre 1843 pour l'extraction du sel et du charbon. Elle est exploitée principalement par le « Buissons-Brûlé »,. En 1865, un coup de grisou éclate dans la mine du Buissons-Brûlé et fait dix morts, provoquant l'arrêt de l'extraction charbonnière dans la concession. La saline est alors alimentée par les houillères de Gouhenans jusqu'à l’arrêt de cette activité en 1872.
Les puits de la concession sont situés pour la plupart dans le bois de Fallon. L'un d'entre eux est à l’origine d'un incendie avant 1943. L'exploitation du charbon a laissé quant à elle quelques mini-terrils.
| Nom                     | Profondeur | Activité    |
| ----------------------- | ---------- | ----------- |
| Puits Buissons-Brûlé    | 20 m       | 1843 – 1865 |
| Puits Le Cray           | 12,50 m    | 1852 – 1853 |
| Puits Saint-Pierre      |            | 1855 – 1857 |
| Puits no 4              | 9,30 m     | 1861 – 1865 |
| Puits Buissons-Brûlé II | 23,10 m    | 1862 – 1865 |

Les vestiges des principaux puits.
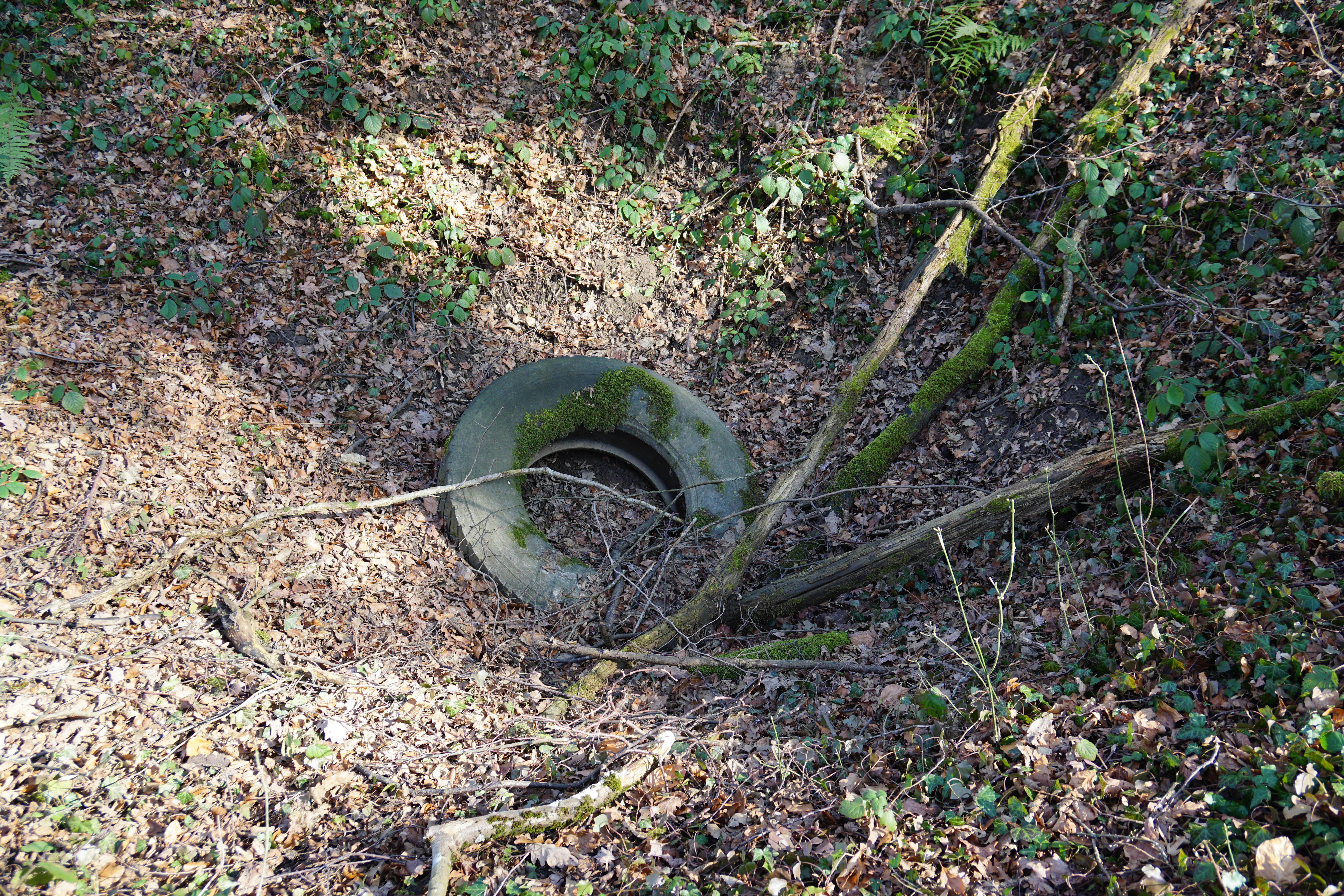
Le puits Carlotte.
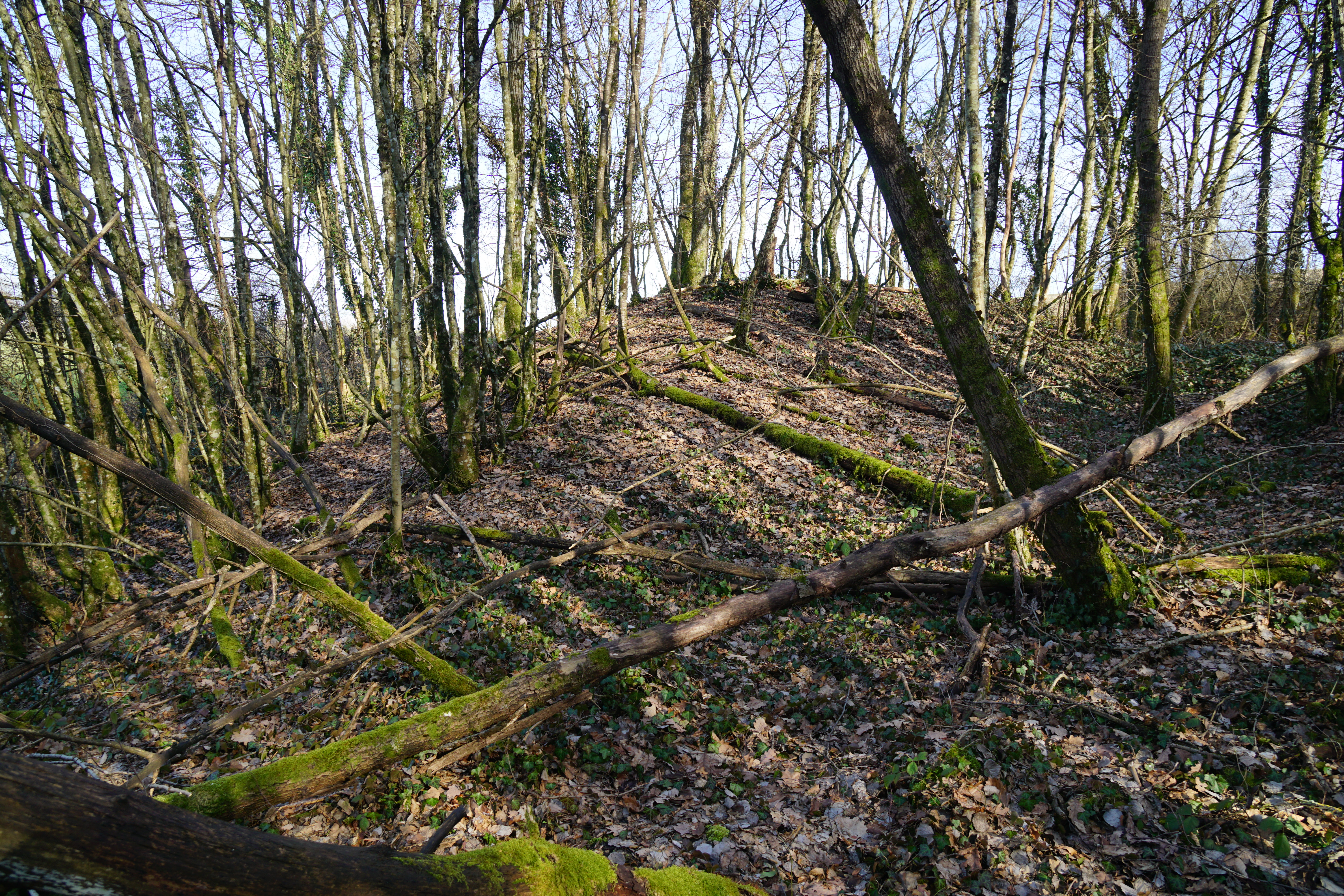
Le terril du puits Saint-Pierre.
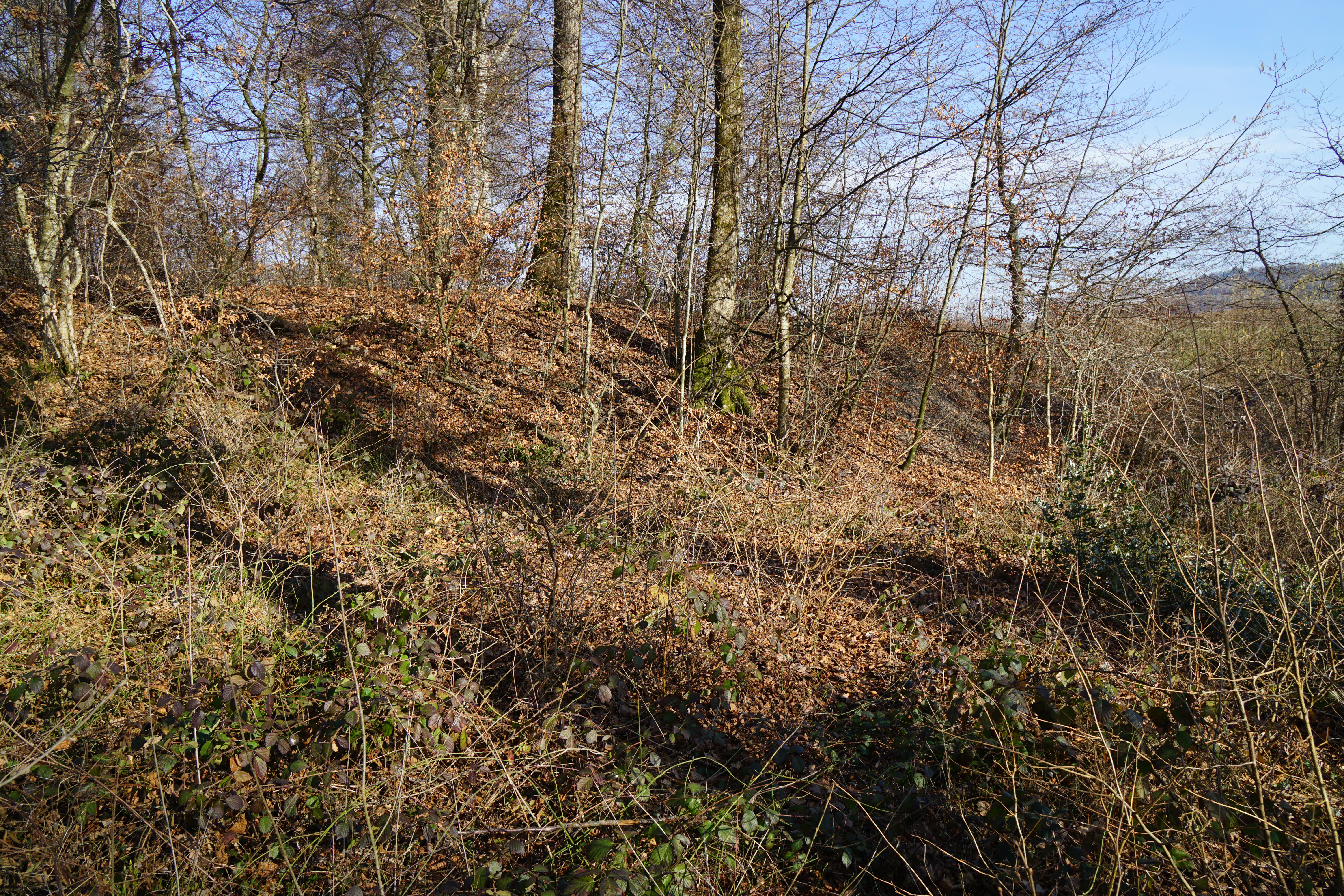
Le terril du puits Buissons-Brûlé.
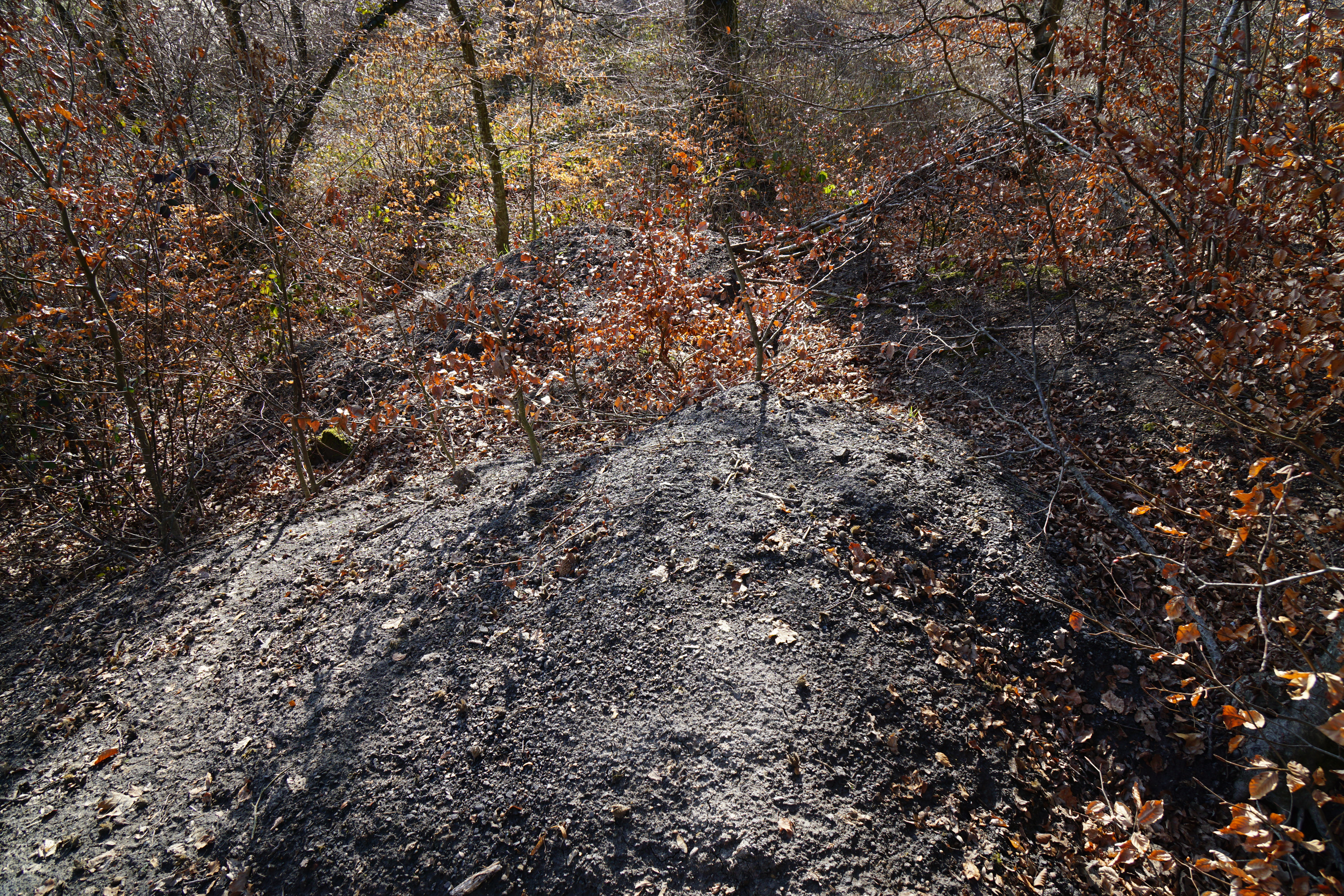
Les roches du terril du puits Buissons-Brûlé depuis le sommet.

### Grozon

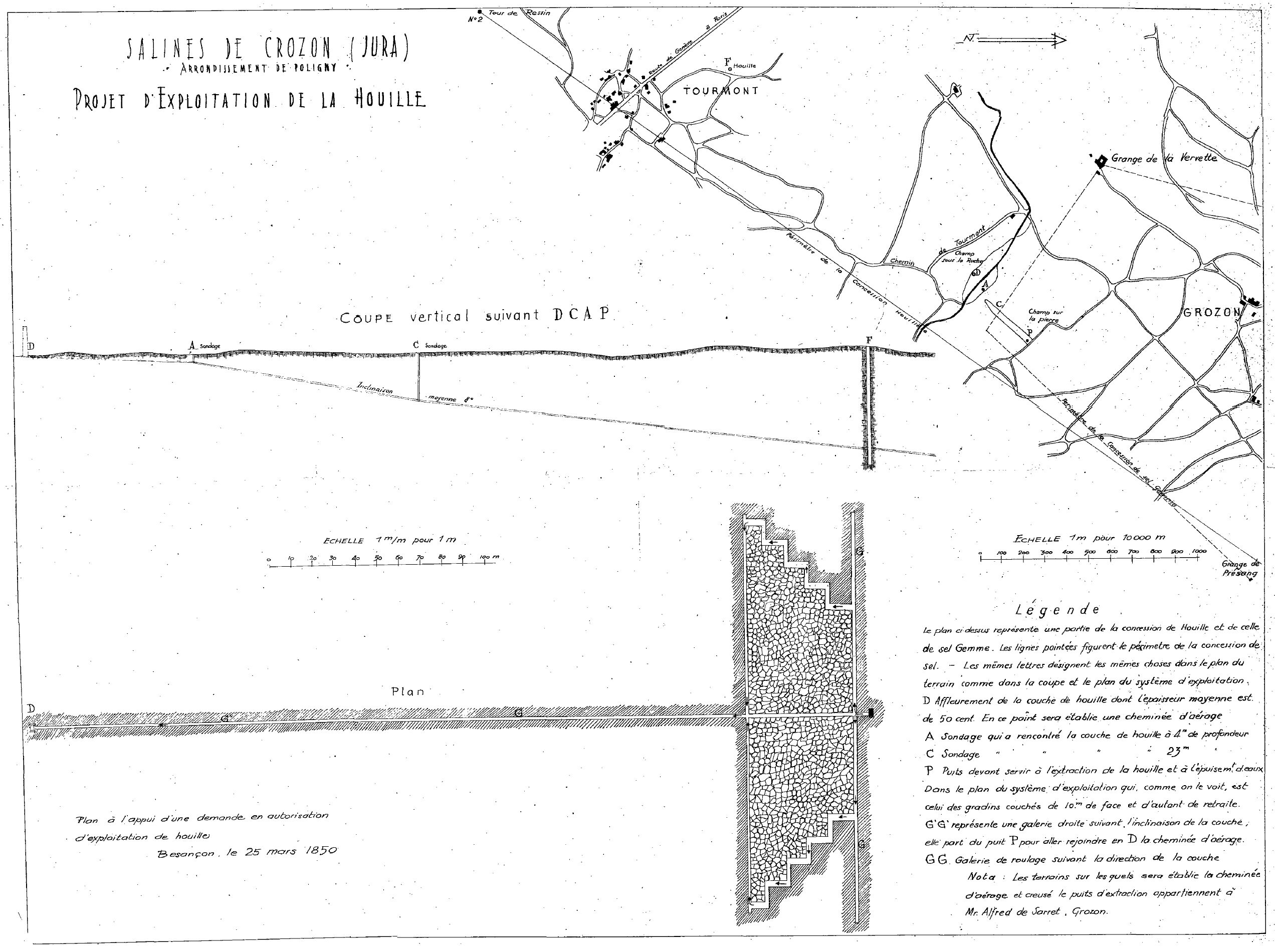
Plan à l'appui d'une demande en autorisation d'une exploitation de houille par les salines de Grozon.

La concession de Grozon, d'une superficie de 1 100 hectares, est accordée le 8 mars 1845 pour alimenter les salines du village. Cette mine, fermée avant 1864, est alors la seule du département qui exploite de la houille.
Le gisement exploité est constitué d'une seule couche dont l'épaisseur varie de 40  à   80 cm. La houille, très sèche, est formée de 73,21 % de carbone et 3,75 % de cendres. Elle est très friable, ce qui oblige à la mise en place d'un coffrage dans les galeries. Elle est de mauvaise qualité, même après un lavage. Elle brûle mal en raison d'un mauvais pouvoir calorifique et sa combustion laisse beaucoup de cendres. Ces différentes raisons provoquent l’arrêt de l’exploitation.
Dans les années 1940, deux descenderies sont creusées, l'une au nord, l'autre au sud de la vallée. Les couches de houille sont perturbées par de nombreuses failles. Le charbon dur est abattu à l'aide d'explosifs, puis il est expédié par chemin de fer à Villeneuve et Montmorot ainsi qu'à l'usine de gaz de houille de Grenoble.

### Fusion
Les concessions de Gouhenans, Athesans, Vy-lès-Lure et Saulnot sont réunies par un décret présidentiel le 14 mars 1879.
En 1923, monsieur Gaillard, le représentant de la Société minière et industrielle de Gouhenans, fait une demande de renonciation de concession. Cette renonciation est décrétée le 17 février 1925.
La production cumulée dans les concessions de Vy-lès-Lure, Gouhenans et Corcelles atteint 1,16 million de tonnes. En 1944, les réserves sont estimées à 0,5 million de tonnes exploitables.

## Travaux hors concessions
Des recherches sont entreprises au lieu-dit Le Breuil, dans la commune de Pont-sur-l'Ognon pour alimenter les forges du village qui emploient la houille de Gémonval dans les années 1820.
Le 20 mai 1826, lors de l'ouverture d'une modeste carrière sur les flancs du mont Randon, à Lure, quelques petits filons de houille sont découverts. Un ingénieur des mines du département affirme, après quelques examens, qu'il est nécessaire d'approfondir les recherches, ce que le conseil municipal fait, mais cela n'aboutit manifestement à aucun résultat significatif.
Un gîte de houille est repéré au début du XIXe siècle dans la commune de La Creuse mais n'est pas exploité car jugé peu puissant.
Deux puits identifient la houille à Couthenans. Le premier est creusé à proximité de l'église et coupe une couche de houille terreuse de 15 cm d'épaisseur à 7 mètres de profondeur. Le second est foncé à 200 mètres au nord-est du précédent et rencontre une couche de 30 cm à 13 mètres de la surface.
Une descenderie est ouverte à Champey pour exploiter le gisement via six galeries montantes, mais celui-ci se montre inexploitable et finit par être abandonné. Plusieurs tentatives de relances échouent. Un sondage de 100 mètres de profondeur creusé en 1837 rencontre respectivement de la houille, du gypse à 34 mètres puis du sel.
Des fouilles superficielles sont réalisées entre Chavanne et Villers-sur-Saulnot.
Une descenderie est creusée à flanc de coteau à Ougney-Douvot par la Société des forges de Franche-Comté de Fraisans vers 1880. Elle est reprise vers 1920.

## Production et réserves
La production cumulée des concessions haute-saonoises atteint 1,16 million de tonnes. À la fin de l'activité, en 1944, les réserves sont estimées à 0,5 million de tonnes exploitables.
|                                                  | 1911 | 1912 | 1913 | 1914 | 1915 | 1916 | 1917 | 1918 | 1919 | 1920 | 1921 |
| ------------------------------------------------ | ---- | ---- | ---- | ---- | ---- | ---- | ---- | ---- | ---- | ---- | ---- |
| Production (approximative) en milliers de tonnes | 5,7  | 6,5  | 7,5  | 8,75 | 6    | 3,1  | 9,5  | 10,6 | 5,2  | 3,9  | 0,95 |